# コンビニエンスストア

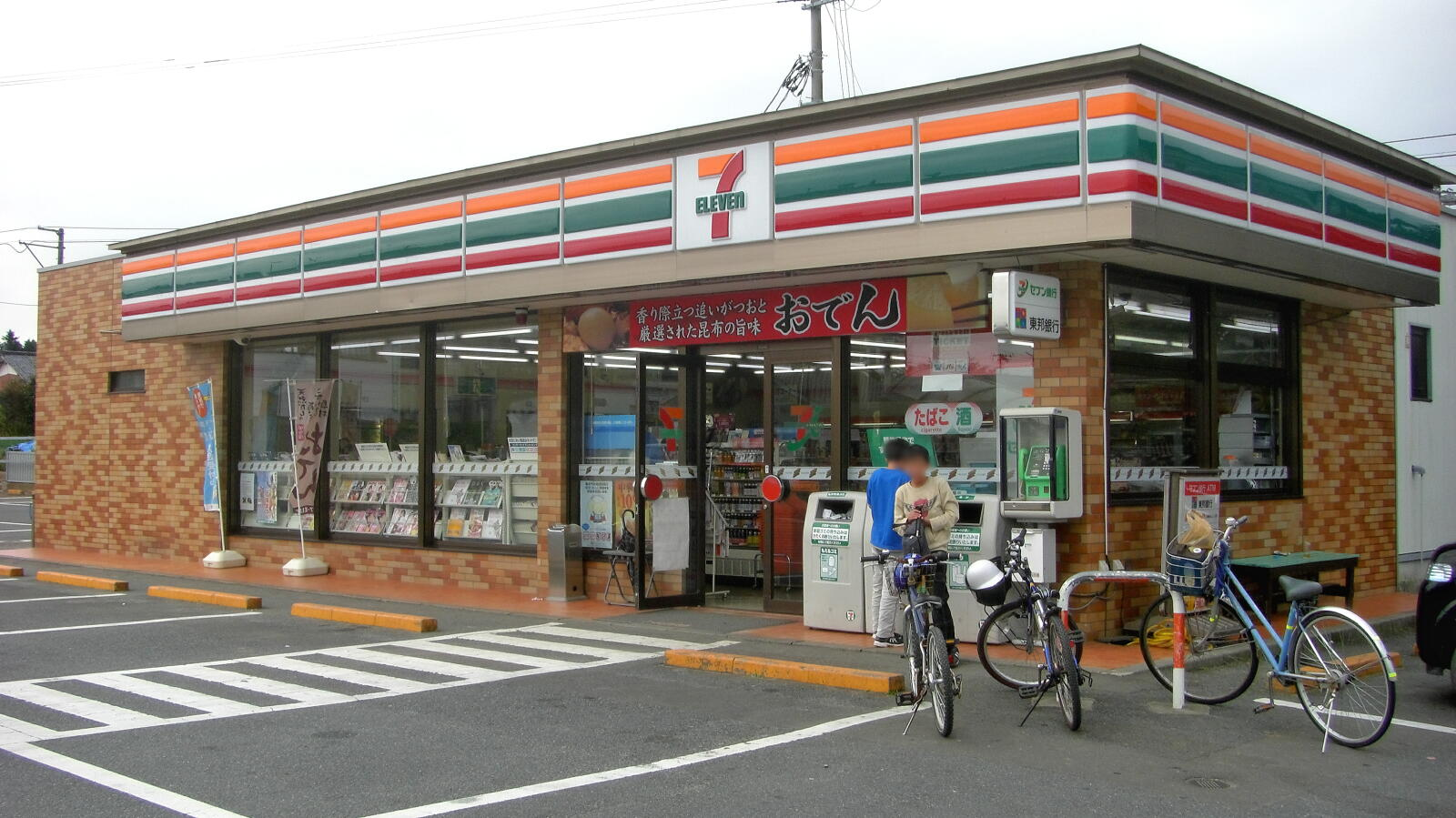
日本で店舗数1位のコンビニチェーン、セブン-イレブンの店舗

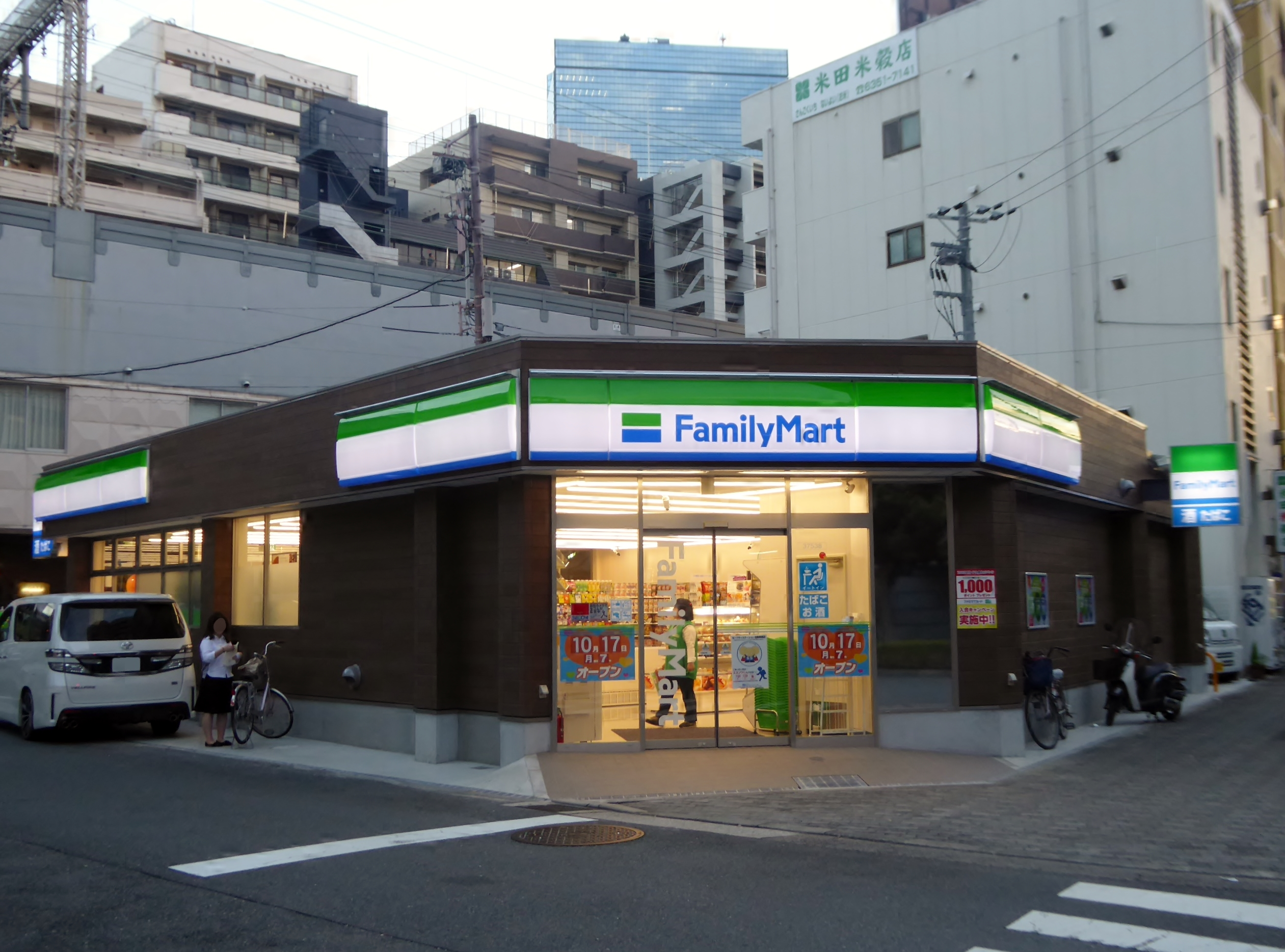
日本で店舗数2位のコンビニチェーン、ファミリーマートの店舗

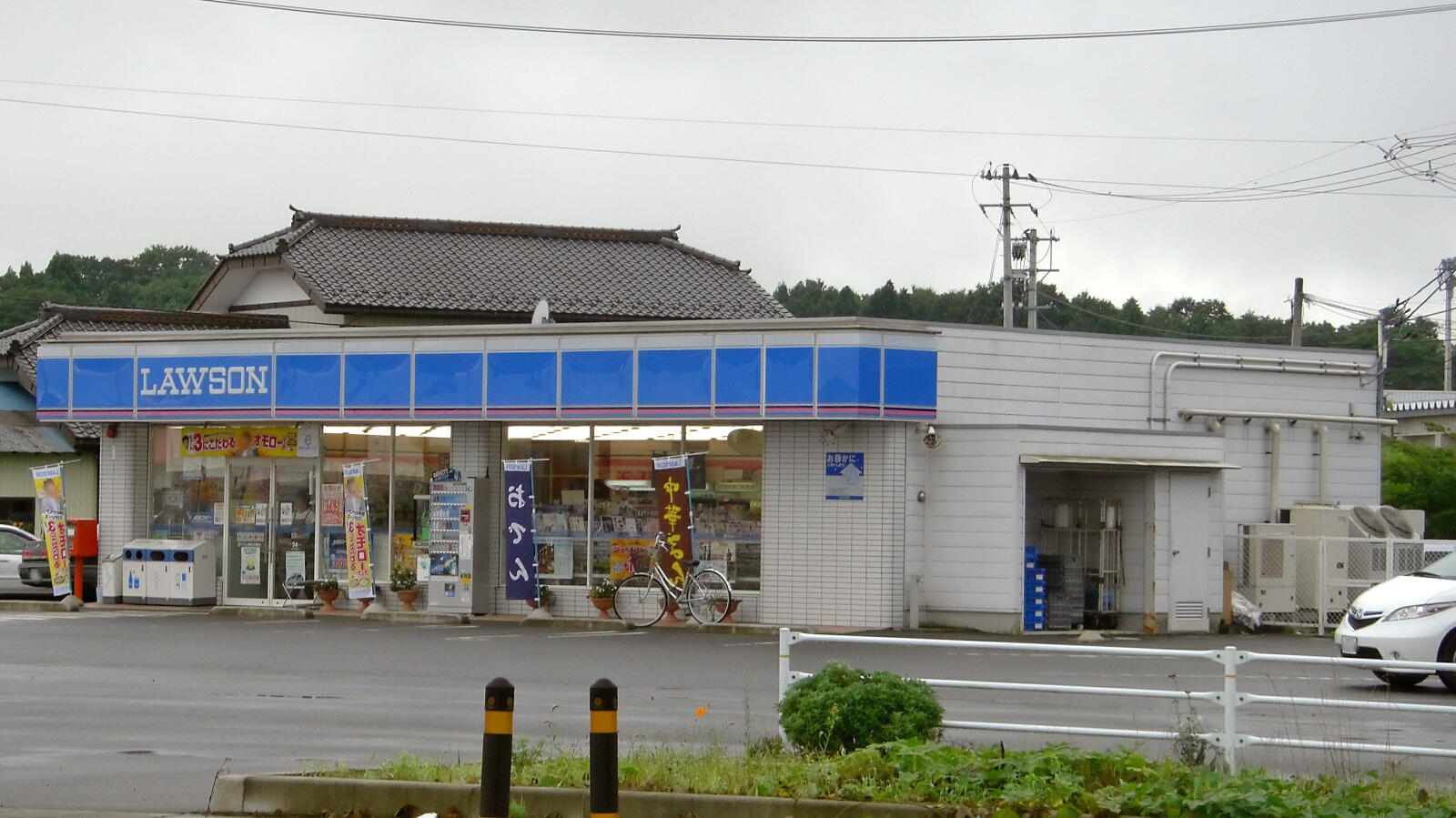
日本で店舗数3位のコンビニチェーン、ローソンの店舗

コンビニエンスストア（英: Convenience store）は、 飲料や食品を中心とする最寄品（もよりひん）をセルフサービス方式で小売りする、小規模な店舗。略称・通称は「コンビニ」など。
元はアメリカで誕生した業態であったが、のちに主に日本で独自の発展を遂げ、POSシステムなどを世界へ拡大していった。大手資本がチェーン店舗として展開していることが多い。
売場面積は 30m2から250m2程度と比較的小さい。営業時間は終日から1日あたり14時間程度と比較的長い。日本のコンビニは2000年代などは、ほとんどが24時間営業だったが、方針を転換し、2024年現在では1割ほどの店舗が時短営業している。

## アメリカ合衆国のコンビニエンスストア

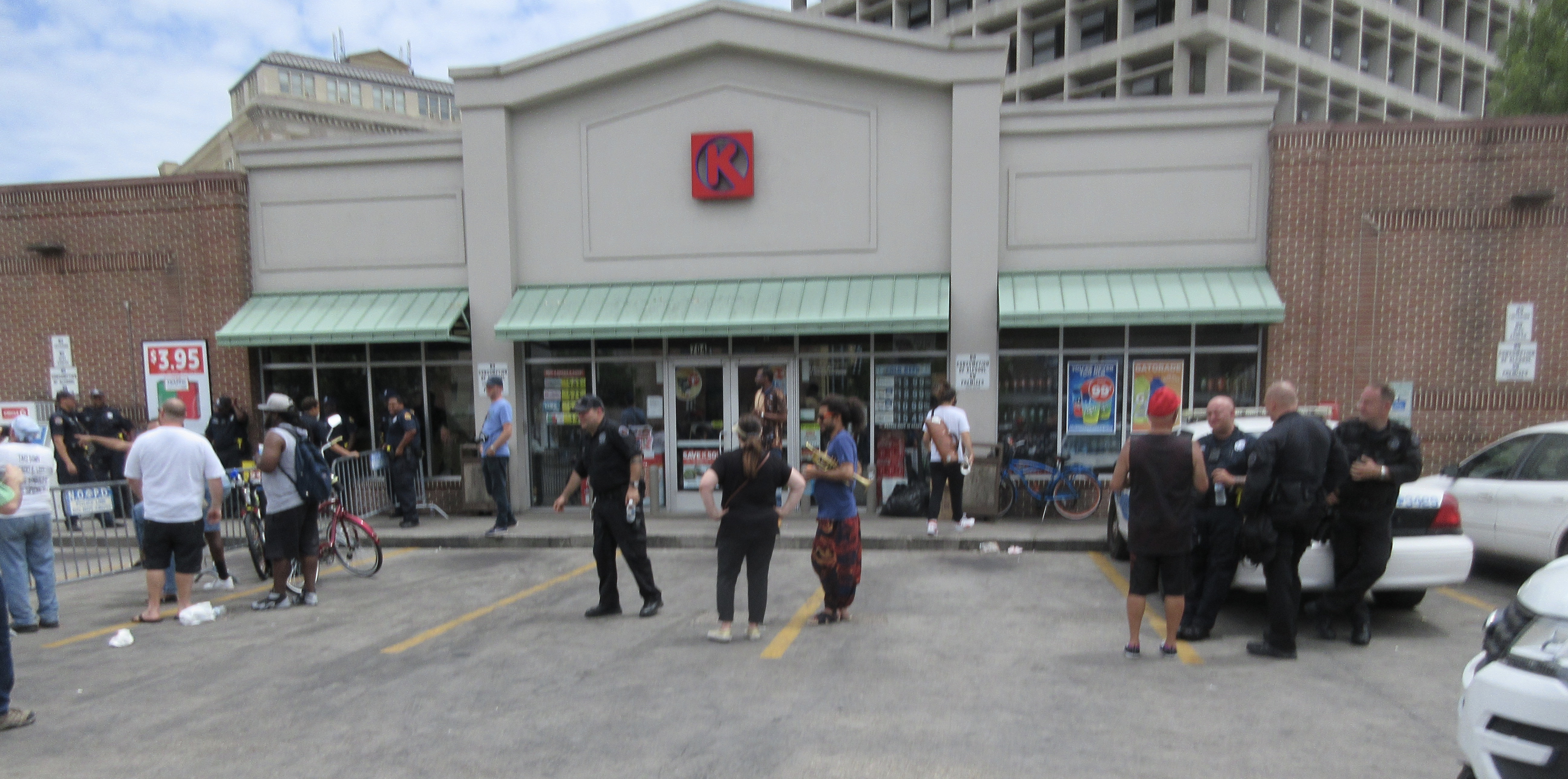
アメリカ合衆国発祥のコンビニエンスストア「サークルK」

### 歴史
コンビニエンスストアはアメリカ合衆国発祥の業態である。
1927年、テキサス州の氷販売店「サウスランド・アイス社」で経営を委任されていたジョン・ジェファーソン・グリーンは、氷の需要が高まる夏季には「週7日・1日16時間」と営業時間を延長し、客に喜ばれていた。さらに客からパン、卵、牛乳なども取り扱いの要望があり、これらも扱うようになったことでコンビニエンスストアの原型となった。同店は、のちに「セブン-イレブン」と改称した。
1939年にはオハイオ州で牛乳販売業を営んでいたジェームズ・J・ローソンが、「ローソンミルク社」を設立し、牛乳のほかに日用品なども販売する小型店「ローソン」をアメリカ合衆国北東部にチェーン展開した。ローソンのマークが牛乳缶なのは、発祥が牛乳販売業であったことにちなむ。なお、米国のローソンはデイリーマートとなったのちにアリマンタシォン・クシュタールの傘下となり、サークルKへ転換されている。

### 店舗形態
アメリカ合衆国では、ガスステーションに併設されている形態の店舗が多い。また、日本のコンビニでは販売の無い、エンジンオイルや洗車用品などのカー用品も販売される。さらには自動車整備に携えるスタッフとピットを擁して、エンジンオイルの交換のほか、パンク修理など自動車の簡単な修繕すら行う店舗もある。これは、広大な国土ゆえ、長距離を移動する車が人家のない地域で立ち往生することは、場合によっては生死に直接関わるためである。最低限の生活必需品や少々の休息がとれる軽食・ドリンク類などの多種多様な商品が用意されている。am/pmやmini-martなどがある。
このため、コンビニエンスストアの経営母体が石油関連会社というケースもある。全米第3位のシェアを有する「スピードウェイ」の親会社は、石油精製会社のマラソン・ペトロリアムである。2020年、日本のセブン&アイ・ホールディングスがアメリカ国内のシェア拡大のためにスピードウェイの買収を試みたことがあるが、2兆円を超える高額なビジネスとなり破談している。その後同年8月に2兆3000億円で買収することで合意した。
ニューヨーク市やシカゴ市などの地下鉄・バス網が整備された大都市中心部ではグロサリー（食料雑貨屋）が主流である。日用雑貨、生鮮食品（主に果物）が多く陳列されている。これらは日本で見られるようなチェーンストアではなく、独立店舗である場合が多いため、営業時間・商品内容や規模は店舗毎に相違がある。飲料・菓子・日用雑貨・雑誌などを揃えた小規模なものから、食肉・野菜・惣菜・調味料・花・酒類（ビールのみ）など、様々なものを取り扱う大型グロサリーまである。また呼称としては、コンビニエンスストアという呼称はあまり使用されず、単に「グロサリーストア (grocery store)」、または深夜まで営業する店を「ナイトアウル (Night Owl)」（直訳は夜のフクロウ）と呼ぶ。
州にもよっては、店内にビデオポーカーやスロットマシンが置かれている地域（たとえばラスベガス市内）もある。

## 日本のコンビニエンスストア

### 日本での定義
日本の経済産業省による平成26年度「商業統計」（2015年12月25日公表）では、2つの定義が行われている。まず、「産業分類表及び商品分類表」において、「5891 コンビニエンスストア(飲食料品を中心とするものに限る)」は、「主として飲食料品を中心とした最寄り品（もよりひん）をセルフサービス方式で小売する事業所で、店舗規模が小さく、終日又は長時間営業を行う事業所をいう。」と定義され、「ミニスーパー（衣・食・住にわたって小売するもの）」や「よろず屋（衣・食・住にわたって小売するもの）」とは異なるものとされる。
一方、同年の「商業統計」別表「業態分類表」においては、業態分類としての「コンビニエンスストア」を、「セルフ方式」で、取扱商品として「飲食料品を扱っていること」、売り場面積は「30平方メートル以上250平方メートル未満」、営業時間は1日に「14時間以上」のもの（終日営業を含む）と定義している。備考欄には「産業分類「5891 コンビニエンスストア(飲食料品を中心とするものに限る)」以外も含む。」とあり、2つの定義が異なるため注意が必要である。
以下、まず人数が多い客の立場に経ち、日本のコンビニの店内設備、イートイン、ゴミ箱、トイレ、駐車場などについて解説する。その後で、小数の、コンビニを経営する人の参考になる、経営形態の種類、建物の種類、立地などについて解説する。

### 歴史概略
日本初のコンビニエンスストアがどれであるかは、関連資料が少ないことやコンビニエンスストアの定義も当時は曖昧である ことなどから諸説あるため、ここでは有力な事例を複数表記している。全体像として、明らかに増加傾向にある店舗数の統計は、1988年で35,000に迫る勢いであったが、基準の変更により1991年に25,000手前まで絞り込まれている。
- 1962年 - 岐阜県多治見市の国鉄多治見駅に鉄道弘済会によるコンビニエンスストア開店。
- 1968年12月 - 兵庫県神戸市で丸商が開店[10]。
- 1969年3月 - 大阪府豊中市にマイショップの1号店が試験的に開店[10]。これを日本初の事例としているケースもある[11]。
- 1970年3月 - 東京都調布市で朝日屋綜合食品がオックスを団地内に開店した[12]。
- 1970年4月 - 大阪府大阪市にKマートの1号店・十三西店が開店。
- 1971年7月 - 愛知県の山泉商会（現・イズミック）がココストアの1号店（タックメイトに転換後、2016年11月17日に閉店）を愛知県春日井市に開店した[10]。ココストアはこれを日本におけるコンビニエンスストアの歴史の開始としている。
- 1971年8月 - 北海道札幌市の丸ヨ西尾がセイコーマート1号店を札幌市北区に開店した[10]。セイコーマートはこれを日本で最初の本格的コンビニエンスストアとしているほか、現存しているコンビニエンスストアで最も古い店舗・チェーンとされる。
- 1973年9月 - ファミリーマートが実験第1号店を埼玉県狭山市に開店[13]。これを日本初のコンビニエンスストアとしている場合もある。
- 1974年5月15日 - 日本におけるセブン-イレブンの1号店が東京都江東区に開店した[10]。これをもって日本型コンビニエンスストアの1号店とする解釈もある[14]。
- 1975年6月 - セブン-イレブンが福島県郡山市虎丸町の虎丸店で、初の24時間営業を開始[15]。
- 1981年 - 宅配便の取次サービス開始。
- 1982年 - セブン-イレブンが全店にPOSシステムを導入。マーチャンダイジングと呼ばれるマーケティングにPOS情報を活用したのはこれが世界初。
- 1987年 - 公共料金収納代行サービス開始。
- 1996年 - コンサートチケットなどの取り扱いやゲームソフトの販売、商品の宅配サービスを開始。
- 1999年 - 銀行ATM設置（am/pm）。
- 2001年3月29日 - 高速道路内初のコンビニ設置（サンクス・尾張一宮PA店）。
- 2001年11月 - 電子マネー使用開始（am/pm）。
- 2003年 - 郵便ポスト設置（ローソン）。
- 2004年7月30日 - 医薬品の規制緩和によってこれまで医薬品扱いだった整腸薬・便秘薬・ビタミン剤など371品目が医薬部外品となり、コンビニエンスストアや一般小売で販売が可能になった。
- 2004年11月18日 - ゆうパック取次サービス開始（ローソン）。
- 2006年8月31日 - 酒類小売業者の経営の改善等に関する緊急措置法の失効によりアルコール飲料の販売が自由化。
- 2008年 - 全国のコンビニエンスストア年間売上高が初めて全国の百貨店年間売上高を抜く[16][17]。

### 顧客から見た店舗設備と品揃え

日本のセブン-イレブンの店内（京都河原町姉小路店）

#### イートイン

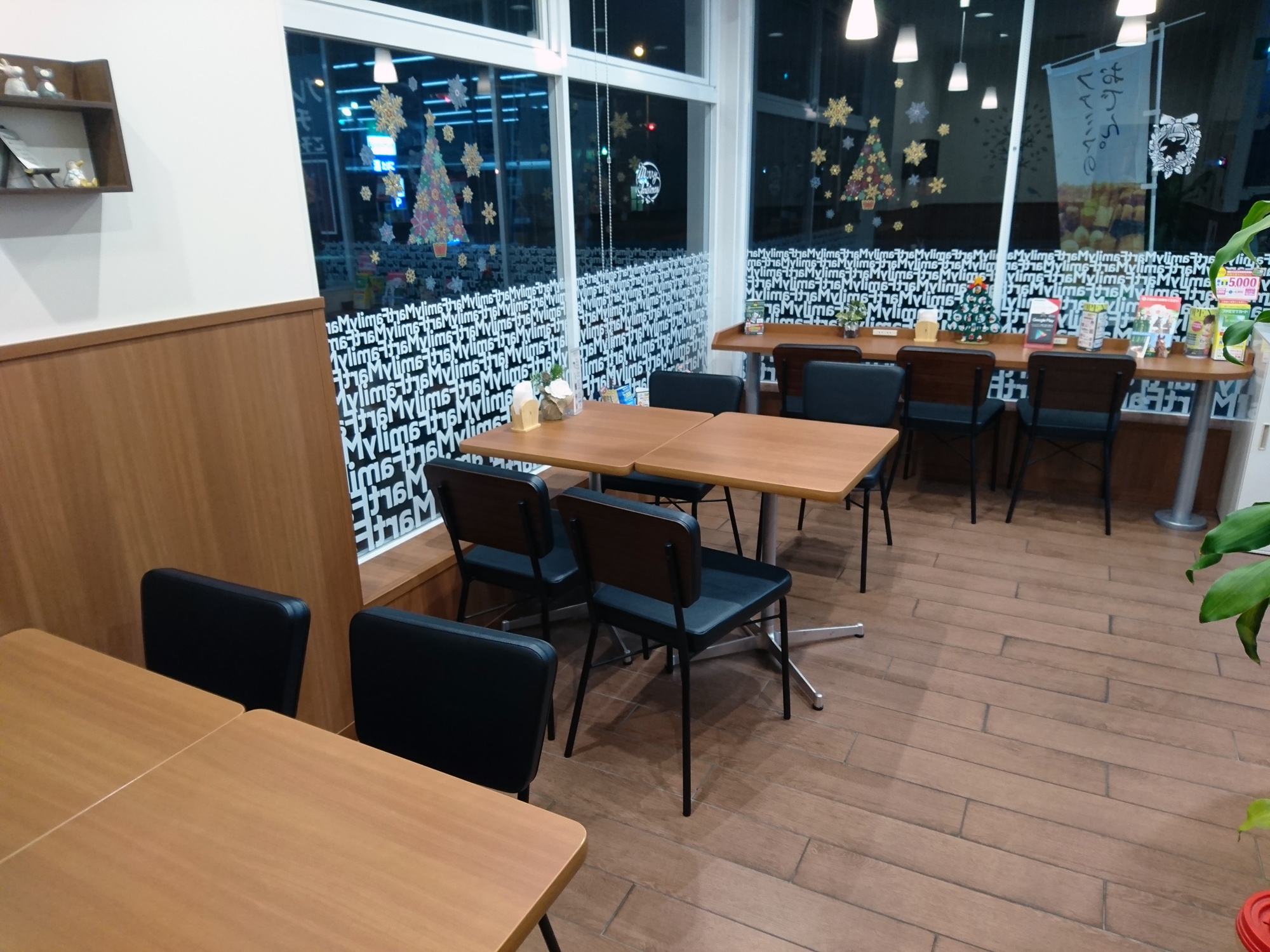
イートインの例（ファミリーマート）

コンビニのイートインは、簡易な椅子や机などが用意され客が店内で購入した商品を飲食することができる空間である。
ミニストップが全店で展開している。ファミリーマートが追随し、その後セブン-イレブン、ローソン、セイコーマートも追随した。基本的には、店内で購入した弁当、カップ麺、飲料、スイーツなどを座って飲食したい客が活用することを想定している。飲食以外の目的、たとえばゲーム・自習・睡眠などでの利用、あるいは極端な長居は基本的には店舗側の設置意図に反しており、利用を断られる可能性がある。狭小な店舗では用意されていない。運営上の都合で深夜はイートインを閉鎖する店舗も多い。

#### ゴミ箱
ゴミ箱を設置する店舗も多い。基本的に、そのコンビニで購入した商品から生じるゴミを捨てるためのものである。それ以外のゴミの量が多い店舗では、ゴミ箱を廃止することも増えている。

#### トイレ
顧客の利便性向上を目的にトイレが設置されている。1990年代後半までは原則として従業員のみに利用が限定されている店舗が多かったが、1997年にローソンが一般客向けにもトイレを開放して以降、他のチェーン店でもトイレの一般利用が容認されるようになった。

#### 駐車場
郊外の主要街道沿いや新興市街地で新設される店舗の場合、普通乗用車を10-20台ほど駐車できる駐車場を備えていることが多い。それを確保できることが事実上の開店の条件となっているからである。自転車・オートバイ専用の駐輪スペースを備える店舗も多い。駐車場には最低限の夜間照明設備が設けられている。電気自動車用の充電設備を備えた駐車場はごく一部である。市街地、繁華街、駅前の店舗などでは駐車場が無い店舗もある。

### 営業時間

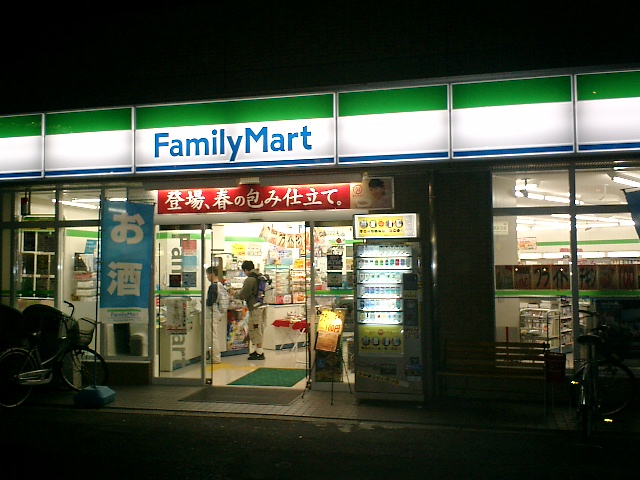
夜間のコンビニエンスストア

営業時間は一律ではないので、知りたい場合は入口の扉の表示やウェブサイトの店舗情報で確認することになる。

コンビニエンスストアの草創期においては、「早朝から深夜まで開いている」ことが特長の一つであった。2000年ころは、チェーン本部が原則として24時間営業することを各店舗経営者に実質的に強制することが多かった。その後、方針が転換し、2024年現在では1割ほどの店舗が時短営業している。

### 売上統計
日本経済新聞が2014年度に行った調査によると、国内市場が初めて10兆円を超える規模に成長し、トップシェアの「セブン-イレブン・ジャパン」と、それに続く「ファミリーマート」と「ローソン」の上位3社だけで約8割のシェアに達したことが明らかになった。2020年2月末の4社合計の総店舗数は5万3,285店である。なお、年間閉店数は2018年が3,610店、2019年が2,050店であるが、2018年の総店舗数に占める閉店店舗の比率は6.8%となっており、経営の厳しさが数字に表れている。
2023年1月20日の日本フランチャイズチェーン協会の発表によれば、国内主要コンビニ7社の2022年の全店売上高は、11兆1775億円（対前年比前年比3.7％増）で、2年連続のプラス。コロナ禍前の2019年を上回り、比較可能な2005年以降の過去最高を更新した。来店客数は157億969万人（対前年比0.9％増）で4年ぶりにプラス。平均客単価は711.5円（対前年比2.8％増）。
そもそもコンビニに代表される都市型小売店の意義は「スペースを売る」点にあった。都市の多くの小さな住宅では日用品を備蓄するスペースが少なく、消費者は物品が必要になるたびに店で買い足す方法が合っていた。次にコンビニは共働き世帯や単身者が激増し始めた1980年代に、深夜でも利用できる備蓄庫として消費者の支持を得て「時間を売る」機能の提供を始め、24時間営業はブランド価値の源泉となる。何の変哲もない小売店が、大手コンビニの看板を掲げることで、大きなブランド価値を得て売上を大きく伸ばすことが期待された。コンビニ普及期では都心の家賃が高く、長時間営業による時間あたりの家賃の低下が見込め、人余りの時代も手伝い、人材確保も容易でとりあえず開けておく方が有利であった。ところが、2013年以降は一転人手不足が深刻となり、人件費の高騰による赤字時間帯の増加に加え、若者人口の減少、高齢化もあり客数が減少する。このため、24時間営業の死守が困難なフランチャイズ店が続出するに至り、加盟店と本部との軋轢が生じる事態が生じるようになる。24時間営業の有無は客の要望というよりも、「店の方針」によるものが大きく、「開いているから行く」という客の意見も少なくない。そのため、24時間営業の必要性が指摘されている。

### 経営形態の種類
店舗の経営形態には、フランチャイズ・チェーン方式（FC方式）、ボランタリー・チェーン方式、チェーンなどに属さない独立経営のコンビニエンスストアなどがある。

#### フランチャイズ店舗
店舗経営者（フランチャイジー）の多くは個人である。複数店舗を経営する場合には法人化することが多い。他方で、主にビルや運輸関係（バスターミナル・倉庫業など）の施設を所有する既存の会社法人が、サイドビジネスの一環として自社が保有する建物内や遊休地などに店舗を設置して運営することもある。
個人経営の場合、多くは経営者夫妻での加盟を求められるが、複数店舗を運営する場合には店舗毎に店長職を社員として雇用する（いわゆる「雇われ店長」）。これ以外の従業員は、ほとんどがアルバイト・パートなどの非正規雇用の形態で就労する。この場合、従業員は店舗を運営する経営者や法人によって募集・雇用・解雇が行われ、賃金が支払われる。
フランチャイズ・チェーンであるため、フランチャイズ店舗はチェーン本部（フランチャイザー）とフランチャイズ契約を締結し、これに基づいて商標の使用が許可され、店舗運営の指導を受け、商品の供給を受ける関係になる。店舗用地を借りている場合にもフランチャイズ店舗のオーナーが自身で事業用定期借地権を締結し、本部側は紹介・仲介程度の関与である。ほとんどの場合、本部とフランチャイズ店舗の間に資本・人材・雇用の直接的な関係はない。

#### フランチャイザー直営店舗
コンビニエンスストアの店舗の一部には、チェーン本部や地区事務所など、フランチャイザーが自ら経営する直営店舗が存在する。ただし、基本的にはフランチャイズ店舗がコンビニチェーンの規模拡大の中核を担っており、直営店舗はチェーン全体を見渡した場合には少数派である。
働く上では直営店舗は本部の店であるため、フランチャイズ店舗に比べるとスーパーバイザー（SV）の巡回回数も多く、厳しい指導がなされる。また新商品導入に関しても直営店はフランチャイズ加盟店の見本であるという名目で、一部の新商品は「送り込み」などといって強制的に納品されることもある。ただし、人事面に関しては、直営店で働くスタッフも給与計算上は時給制の本部社員として扱われ、人件費も全額本部負担であるため、フランチャイズ店舗に比べれば福利厚生は充実している。
日本の大手チェーンの場合、本部や地区事務所による直営店舗には、以下のようなものが見られる。
1. 地区事務所などの拠点に併設されている店舗
2. ドミナント・経営戦略・地域戦略・収益性などの観点から、チェーン本部・地区事務所自身が出店・運営している店舗
3. 店舗運営上における何らかの大きな新機軸が含まれているなど、実験的要素が強い、あるいは新業態型の店舗運営ノウハウの収集を目的の一つとして設置された店舗[† 1]
4. 店舗テナント契約によって、店舗運営についてフランチャイザー直営で行うことを指定されている店舗（大型複合商業施設内や公的機関の庁舎内などに設置されている店舗によく見られる）
5. 大規模イベントの開催などに伴う期間限定営業の臨時店舗
6. FCオーナーの引退・撤退・経営破綻、もしくは病気・事故・突然死などにより運営が継続不可能となった店舗
7. FCオーナーの重大な契約違反行為[† 2] や、逮捕・失踪などを理由に強制的に契約解除され、直営化された店舗

この中でも、主に1と2に該当する店舗は、通常の営業の中でフランチャイザー社員やFCオーナー・店長候補者の実践的な研修・教育の場、新機軸を伴うサービスやプライベートブランド・デリカ類の試作商品の先行テストの場などとしても使用されている。
他方、特に6や7のケースでは、ほかの経営者に経営が委譲されるか店舗閉鎖（閉店）の処理が完了するまでの一時的措置であることが多い。しかし、実際には大半のケースで事態の発生を理由に短期間ないし即時に店舗閉鎖の措置が取られる。実際に本部が一時的な直営化を行ってでも維持するのは、ドミナントや地域戦略、他チェーンの展開への対抗などの観点から必要な立地に所在しているなど、本部側が維持を必要とする店舗に限られている。他方で、不祥事や契約トラブルを理由としてチェーン本部が契約に基づいて強制的に店舗閉鎖の処置を取った店舗などでは、コンビニチェーンのイメージ保護やマスコミ対策などの目的から、チェーン本部が店舗建物を賃貸していた地主から建物上屋を買い取るなどしたうえで、店舗閉鎖後ごく短期間で店舗の施設一切を破却・撤去し、跡形もなく更地化する場合もある。
また、地域単位での初出店の場合などには、当初はフランチャイザーが直営店舗としてオープンさせ、経営が安定した頃合を見て店舗オーナー候補者を募るなどしてフランチャイズ店舗へと転換する手法が取られることもある。
なお、道内を中心に展開しているセイコーマートでは、他のチェーンとは異なり、プライベートブランド商品を自社で製造しているため、売場づくりや商品の発注量などの営業政策を徹底しやすい直営店舗を増やす方針を取っている。新規出店では直営店舗を主体とするほか、高齢オーナーのフランチャイズ店舗の直営化も積極的に行っている。これによって2005年には30％だった直営店の割合は2019年には約80％となっている。

### 立地場所
立地場所として、当初は市街地を中心に店舗展開したが、現在では都市周辺の住宅地や、郊外・地方の幹線道路沿いへのロードサイド店舗としての様態を持つ店舗が目立つ。コンビニが市街地から発祥した理由としては、1974年に制定された大規模小売店舗法による規制や不動産バブルによって、既存市街地に新規の商業床（立地条件）を確保することが困難となった大手スーパーマーケット各社が、法規制などに抵触しない小型店舗を展開し始めたと言われており、実際にセブン-イレブンはイトーヨーカ堂グループ、ローソンはダイエー、ファミリーマートは西友ストアー、ミニストップはジャスコグループの新業態としてそれぞれ開始している。
市街地では徒歩5〜10分程度の近距離に同一チェーンの別店舗が複数あるなど、同一地域内に特定チェーンの店舗が林立していることも多い。これはチェーン本部による「ドミナント戦略」と呼ばれる販売戦略に基づく出店戦術である。特に各店舗毎の商品在庫数が少ないことから、商品を配送する場合に各店舗が離れすぎていると、配送の時間とコストがかかりすぎて非効率となるため、地域ごとにベンダーと呼ばれる配送センターを設置して、その周辺に円を描くように多くの店舗を出店することにより高効率の配送ルートを確立して配送コストを削減している。また、他チェーンに先んじて集中的な出店を行うことで、他チェーンによる展開と競合の余地を狭め、その地域のシェアを独占することもチェーン本部にとっては大きな目的となる。
また、一時期は東京都や大阪府内の中でも、丸の内、大手町、虎ノ門、新宿駅前、池袋駅前、梅田、難波といった都心・副都心の大規模繁華街やオフィス街にはほとんど店舗は存在せず、住宅地特有の業態となっていたが、1980年代末からam/pmが積極的に出店。その後しばらくして他社も追随し、2000年ごろには都心におけるコンビニは当たり前の光景となった。
配送センターは共同配送化が進められており、昭和期の一般的な商店では問屋ごとに店舗への配送が行われていたものを、共同配送センターで各問屋からの商品をある程度ひとまとめにして店舗に配送することで、1店舗あたりの配送回数の削減を実現している。各店舗はおおむね日に2〜5回程度（チェーンによって異なる）の商品配達を受けている。
2000年代にはいわゆる「サテライト店舗」も多数登場した。これは、店舗面積や営業時間などに柔軟性を持たせたもので、従来店の出店基準より、店舗商圏の購買力が低いために出店することが事実上できなかった小規模土地でも出店できるようにしたもの で、この特権を生かし、公共施設である病院・大学・庁舎内などへの出店が増えている。病院内初出店は2000年8月10日（恵寿総合病院内にローソン）、庁舎内の初出店は2002年9月18日（大阪府警本部庁舎内にファミリーマート）、2004年11月22日（福岡市役所内にローソン）、2005年1月25日（東京都庁舎内にセブン-イレブン）である。また、高等学校・中学校内初出店は2006年4月11日（栃木県宇都宮市の宇都宮短期大学附属中学校・高等学校キャンパス内にファミリーマート（営業時間は7時45分〜8時25分、12時20分〜13時10分と、食事時間のみ、近隣店のサテライト店舗扱い）が購買部として進出）である。神奈川県伊勢原市の産業能率大学湘南キャンパスにもファミリーマートが出店している。また、ヤマザキショップは以前から山崎製パンの直営ミニコンビニであったが、2013年7月にデイリーヤマザキの運営が子会社から山崎製パンの直営になった際、事実上デイリーヤマザキのサテライト店舗となった。
またこのサテライト店舗の実現により、鉄道系売店も大手コンビニと事実上のエリアフランチャイズとして業務提携を結ぶ事例も多くある。
- 関東では、2006年に東京急行電鉄系列の東急ステーションリテールサービスがローソンとフランチャイズを結び、「toks」とのデュアルブランド「LAWSON+toks」を展開しているのを皮切りとして、東京地下鉄系のメトロコマースもローソンと、東武鉄道系の東武商事（ACCESS TOBU）はファミリーマートとそれぞれフランチャイズ契約、西武鉄道[† 9] もファミリーマートと業務提携を結び「TOMONY」ブランドで展開している。
- 関西では、ジェイアール西日本デイリーサービスネットが展開していたキヨスク（駅構内売店）、およびハートイン（駅前・駅ナカの中・大規模店舗。およびサテライト店舗相当のキヨスク、旧デイリーイン含む）についても、2014年にセブン-イレブン・ジャパンとの業務提携（事実上JR西日本デイリーサービスネットが、セブン-イレブンのチェーン店フランチャイズ化）をしたことにより、これらの店舗に「セブン-イレブン」の冠を付けて営業している[29]。さらに近畿日本鉄道[† 10]がファミリーマートと、大阪市営地下鉄（現・大阪市高速電気軌道）はローソン[† 11] とフランチャイジーを結び、駅構内売店でこれらのコンビニを展開している。また阪急電鉄および阪神電気鉄道はローソンと[30]南海電気鉄道はセブン-イレブンと[31]フランチャイズ契約している。
- 九州では、1999年に九州旅客鉄道の関連企業であるJR九州リテールが展開していた「生活列車」がam/pmのエリアフランチャイズとなってから、駅構内の店舗がすべて「am/pm」店舗となった。2011年のファミリーマートへの吸収・合併に伴い、以後は全店舗ファミリーマートに転換している。2000年代以降、高速道路のサービスエリアやパーキングエリアへの出店が活発化している（首都高速6号三郷線の八潮パーキングエリアなど）。
- 東日本旅客鉄道のNewDays、東海旅客鉄道のベルマート、京阪電気鉄道[† 12]などのように鉄道事業者の関連企業が直営で展開しているところもあるが、最近では大手コンビニのフランチャイズに入るところが多い。

なお建築基準法により、第一種低層住居専用地域や工業専用地域には建設できなかったが、2016年（平成28年）に福利厚生や買い物弱者の支援などの面から一部緩和された。

#### 建物のタイプ

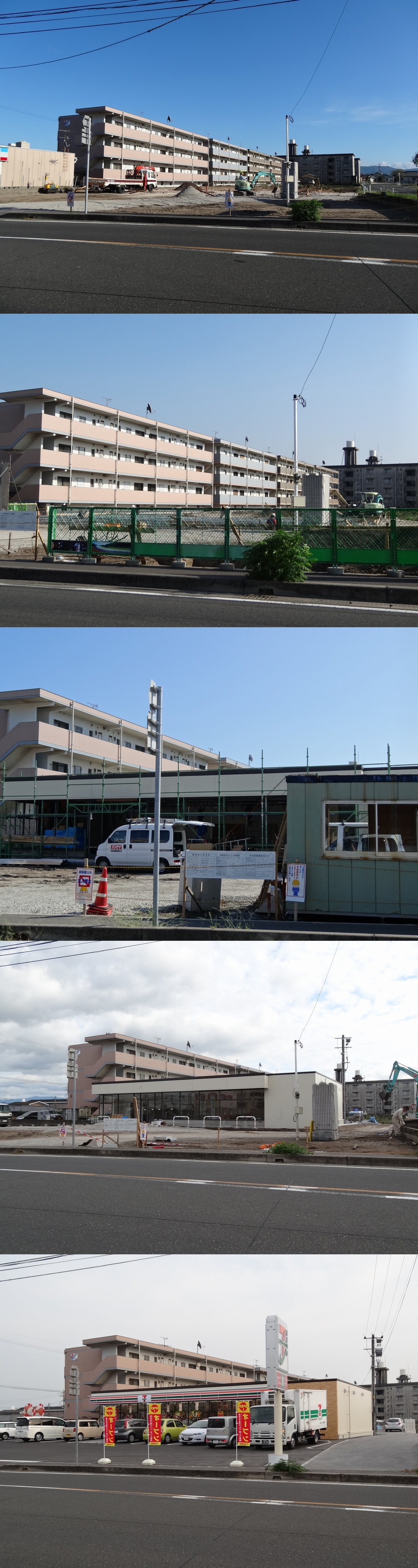
日本のコンビニエンスストア店舗の建設過程（鹿児島県）

店舗の構造としては、独立した建築物の場合には平屋で、現在は軽量鉄筋プレハブ工法による簡易建築が主流であるが、木造FP工法もファミリーマートなど一部チェーンで用いられている。コンビニ業界初期に見られた酒屋などの既存店の転業による店舗には、既存の木造軸組工法の建物を改装したものも見られる。
建物部材についてはチェーンごとに共通化された特徴が見られ、本部サイドによる計画的な大量一括調達により部材のコストダウンが図られると同時に、共通の部材による外観デザインや外壁はそのチェーンを示す意匠的な特徴となっている。ただし、設置場所が景観条例などの対象区域である場合には、これに添った特殊な外観の店舗デザインが用いられる。
ビル・マンション・商業施設などへ出店する場合は1階（地上階）への設置が基本であり、飲食店や金融機関で多く見られるような空中店舗や地下店舗はビル・官公庁や複合施設内での事例はあるものの、大都市圏でも少数である。その他、新築分譲マンションのショールームなどとして建てられた独立した比較的小規模な建築物が、当初の用途での利用終了後に貸店舗に転用され、テナントとしてコンビニエンスストアが入居するケースなども見られる。
店舗は道路（正面）や駐車場の方向側の一面の側壁が大きく開かれ、足元近くから天井高さまでガラス張りになっており、4〜8面程度並べた大型ガラスに面して雑誌の棚が配置されている構造・外観が一般的である。これは防犯上とマーケティング上の理由による。店舗内に常時（立ち読みの）客が店外から見える状態を維持することで、ほかの客の誘引効果を図り、また強盗や万引きを抑止する効果を兼ねる。
商品を必要に応じて随時配送することにより、店舗側には余剰在庫を基本的に置かないことも店舗の設計・運用における大きな特徴である。こうして商品や業務用具をストックしておくバックヤードを最小限度に設計でき、店舗スペースを有効活用できる。このことは、同時に建物のダウンサイジングを可能とし、建設費・光熱費などの圧縮や、店内の隅々まで店員の目が行き届きやすくなるといった商品管理・防犯、従来の雑貨店では出店不可能であった都心部のビルなどのより狭小なスペースへの出店を可能にするなど、さまざまな副次的なメリットを生み出した。
商品種類が非常に多岐にわたるため、それらを余すことなく店頭展示するためにも、バックヤード側から商品補充が可能なウォークイン式冷蔵庫や、商品の後入れ先出しを容易にする可動構造の陳列棚、緻密な商品レイアウトなどの、さまざまな工夫が徹底されている。また、チェーンを問わず、事務所も最小限度の広さに、店舗運営に必要なストアコンピューターや事務机などが、所狭しと並べられている店舗もある。
チェーンの名称を入れた、内照式看板であるファサードサインを、店舗上部に掲げていることが一般的である。セブン-イレブンなどの一部店舗では、正面のガラス窓にシャッターが設置されており、台風などの災害時 や暴動発生時など、近隣での非常事態発生時や、閉店時、設備の点検・改修時などには、必要に応じて一時的に閉めることが可能である。
また、出入り口は内外両方向に引く観音開きが多く、自動ドアを導入している店舗は初期投資やメンテナンスコストの都合などから比較的少なかった。のちに新規開店した店舗ではバリアフリー推進の観点から、以前は自動ドアの店舗がなかったコンビニチェーンの店舗でも導入するケースが増えている。同様に、現在の店舗にはバリアフリー対応型トイレを設置している店舗も多い。また、大学病院や総合病院などの大型医療機関が近隣にある店舗を中心にオストメイト対応トイレを持つものも見られる。
チェーンによっても割合は異なるが、全体的に見た場合、敷地や店舗建物は賃借されるケースが主流である。小売とはまったく別業種の企業が、自社所有のたとえば市街地の工場跡や旧本社跡などの有休地を利用したサイドビジネスとして不動産賃貸業を手がけることも多い。
店舗オーナーが敷地や建物のオーナーを兼ねるケースは、もともとが酒屋や日用品店として、土地を自前で所有していた既存店舗転業型の店舗を例外とすれば少ない。ただし、稀にではあるが、経営効率改善を目指したり貸主側の事情などから、コンビニ店舗のオーナーが賃借していた土地建物を買収することが見られる。
オーナーが当初から土地建物を所有している場合、建物の設計全般についてはオーナーの意向が反映されることが多く、店舗建物についても重量鉄筋を用いたものよりしっかりとした造りであったり、オーナーの住宅が横や上部に併設された、住居兼店舗となっていることも少なくない。

#### 店舗閉鎖後の建物

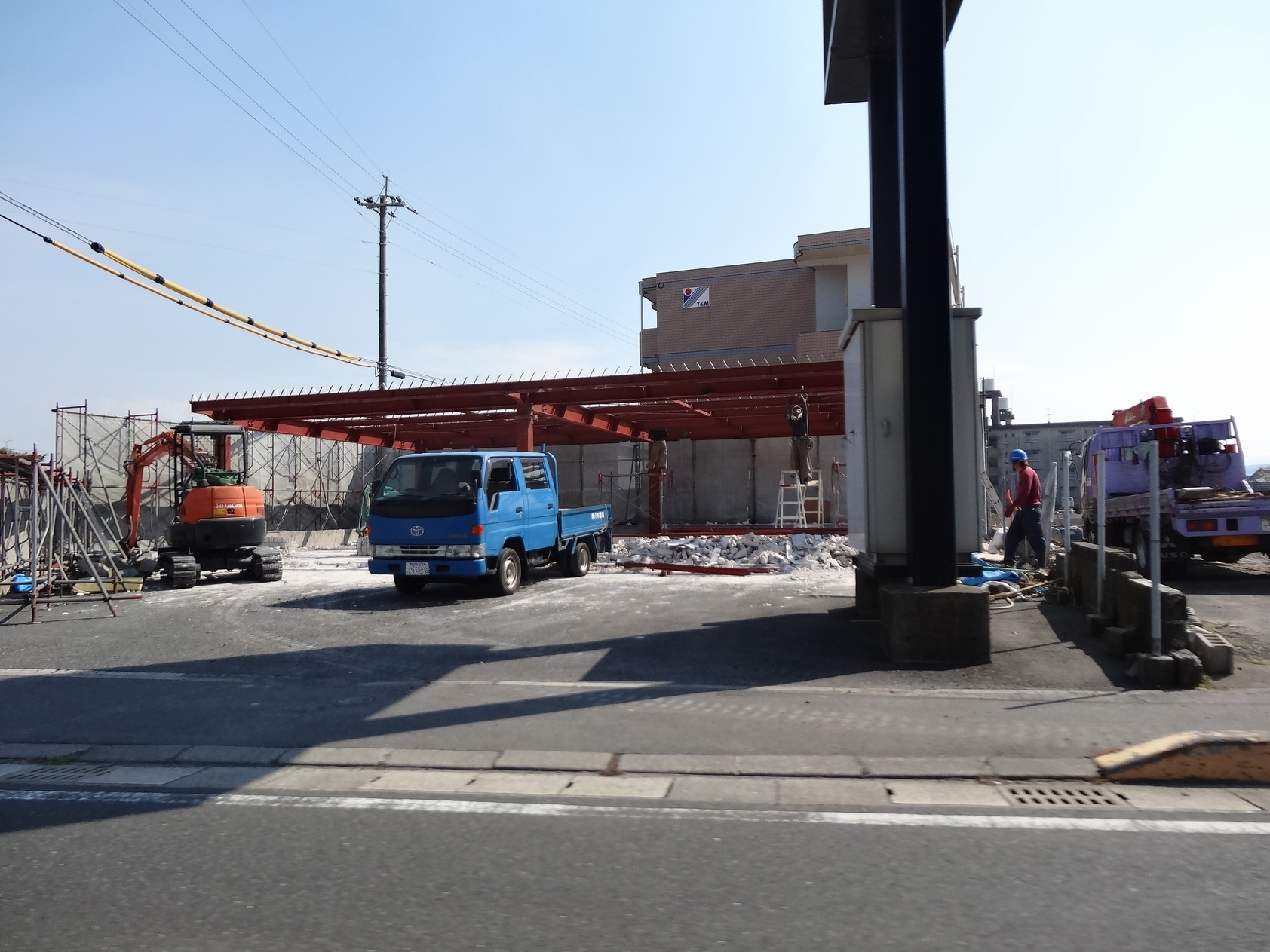
解体されるコンビニエンスストア店舗（旧・ローソン鹿屋今坂町店、2013年10月撮影）。解体後はセブン-イレブンの駐車場敷地となった。

コンビニエンスストアが営業を終了し、閉鎖（完全閉店）したあとの店舗建物については、撤去される場合とそのまま残されて転用される場合がある。多くは建物所有者の意向や建物の状態、築年数、減価償却、そして利用用途などの要素が勘案されて決まる。
上述の通り、日本のコンビニエンスストアの店舗建物には軽量鉄筋プレハブの簡易建築が多い。コンビニチェーンのフランチャイズ契約は2000年代前半までは15年、現在でも10年程度が基本である。建物の減価償却・建築基準法・耐震基準などの観点からも、標準的なコンビニエンスストアの営業期間を超える長期間の使用を前提とした耐久力への配慮がなされている。
コンビニエンスストアが店舗を閉鎖して退去後の建物が再利用される、あるいは中古不動産として売却されるケースは都市部・郊外部のいずれも枚挙に暇がない。貸店舗として賃貸される場合だけでも、飲食店・理髪店・英会話教室・クリーニング店・レンタルショップ・コインランドリーをはじめ、企業・政治家の事務所など多種多様なものがテナントとして入っている。そのため、他業種でもコンビニ店舗跡の利用が多い業種では、機器類についてコンビニ店舗跡の利用を前提として設計されることがある。たとえばコインランドリーの大型の洗濯機や衣類乾燥機は、コンビニエンスストアの両開きドアを外すことなく内部に搬入して組み立てられる仕様で設計されている。また、コンビニ店舗閉店後、別のコンビニが入るケースもある。
一方で、コンビニエンスストアの退去後、貸店舗としての後継テナントが決まらぬまま、テナント募集中の空き状態が続く店舗も見られる。ビルテナントの店舗の場合には原状回復後に新たなテナント入居希望者を募るのが基本で、退去後にはコンビニエンスストア時代の痕跡をまったくとどめないことも多い。ただ、いずれにしてもコンビニエンスストアの店舗は各チェーンごとの個性が強いうえ、現在では大半のフランチャイズチェーンで機器・什器類が各社専用仕様品のリースであり店舗が閉鎖されると即時撤去・返却され、店内はもぬけの殻になるため、後継テナントがどのような業種や小売店でもコンビニエンスストアからの居抜き出店は皆無に等しい。コンビニエンスストアの店舗跡地に競合チェーンのコンビニエンスストアの新規出店もあるが、特に大手チェーンでは、独立した建物の場合、いったん完全に更地に戻してから、あらためて自チェーンの仕様で新規に店舗建物を設置する手法が一般的である。
他方で、コンビニエンスストアの閉店・退去後に間を置かず建物が破却・撤去されることも多い。これは築年数や跡地利用の関係から撤去が決まることが多い。ほかにも簡易建築の建物が大半であるだけに、建設時の施工不良の見落とし、店舗営業中の度重なる改造やメンテナンスの手抜かりなどが要因となり、建物がいったん状態不良となってしまうとその補修費との釣り合いが取れないなどといった点が理由である。
交通量の多い幹線道路の沿道では、コンビニエンスストアの建設・開店・閉鎖が幾度となく繰り返されている。既存店が建物・駐車場の拡張のため同じ街道沿いの近隣地に移転することも多い。また、店舗閉鎖後に残された多くの建物が残存し貸店舗として供されており、大都市圏の主要な国道・県道やバイパス道路では少なからず、長い年月の経過の末に数キロ程度の区間に何軒もの「現役コンビニ」と「コンビニ跡」の建物が乱立する状態になっている。
ローソンでは2023年11月に岡山県津山市の新店舗で、同年9月に閉店した店舗の建材を重量ベースで9割再利用した店舗を開店した。これにより、開店までに発生する二酸化炭素を通常より約6割削減できるという。

#### 駐車場の問題点
駐車時では物損事故や人身事故が発生することがあり、駐車場を持つ店舗は基本的に「駐車場での事件事故には責任を負わない」という旨の注意書きを記した看板を掲げている。運転操作を誤った車両が店舗に飛び込む物損事故も多々発生している。近年はこれを防止する鉄製の柵が設置されることが多い。
駐車場を持つコンビニ店舗の多くが交差点の角に立地していることが多いことから、同様の立地の飲食店やガソリンスタンドなどを含む敷地を左折時にショートカットする行為は「コンビニワープ」と通称され、人身事故も発生しているが、法的な取り締まりは難しいとされる。
酒類販売を行っているコンビニ店舗で購入した酒を飲んだあとに運転した者が逮捕されるなど、飲酒運転の誘因の1つとなっているケースがある。
駐車場の収容能力の小さいコンビニ店舗では、ピーク時などに周辺の道路などへの来客や配送車の違法駐車が頻発し問題になることがある。都市部の駐車場のない店舗の一部では、毎日の配送車や宅配便の集配車のために駐車スペースを店舗から比較的近い場所に確保するなどの対処を行っている。

### 商品面

#### 販売
コンビニエンスストアの場合、店舗スペースに比較して食品や日用品・雑誌を主体にしているものの取り扱う品種数は非常に多岐にわたり、小売店として汎用性が高いのが特徴である。その一方で都市部の店舗では鮮魚・精肉といった生鮮食品は取り扱わないか、かなり限定的である。野菜や果物もサラダ・漬物・デザートなど惣菜としての場合を除いて単品として扱われることは少ない。
商品の価格は基本的にメーカー希望小売価格ないし、数%程度値引いた価格（オープン価格の場合適宜設定される）で販売される（雑誌や書籍の場合は、日本では再販制度があり、すべて定価での販売となる）。
食品については、賞味期限（消費期限）が迫っても値引きで販売することを認めておらず、売れ残りは店舗側の負担で廃棄 され、チェーン・店舗によっては飼料化・肥料化・再食品化されているケースもある。ただし、生鮮やデリカではない菓子類は賞味期限接近のほか、商品入換などを理由に値引き販売されることも少なくない。
店頭においては、後述するようにPOSシステムを活用して、1個でも多くの商品を無駄を少なく販売することと、また売り切れることなく顧客の手に確実に届けることが同時に要求される。そのため、オーナーは、毎日の時間ごとの販売量の管理以外にも、近隣の祭礼やイベントなど状況に応じて後述するように仕入量を随時変化させ、店頭で業務に携わる従業員の人数も適宜調整するべく、さまざまなノウハウを蓄積していく必要がある。

#### 企画
コンビニ本部は商品のサプライヤーに対する新商品の提案なども行っており、これらの市場調査は各店舗の販売データを基に本部の主導によって行われている。
このためメーカーではコンビニ側の提案を積極的に受け入れた製品を開発することで自社製品を売り込み、コンビニ店頭に置いてもらうことで、その売れ行きを占う方向性も生まれた。たとえば、先に挙げた500mlペットボトル飲料市場では、コンビニ各社が提供する売れ筋情報の結果で、メーカーの商品企画開発部門が一喜一憂することも多く、このような場面はテレビの経済番組などでもメーカーとコンビニ業界の関係を題材としたトピックなどで多く取り上げられてきた。また、700円購入ごとにくじ引きができたり、「一番くじ」と呼ばれるキャラクターグッズのくじ引き、特定商品の組み合わせで有名アニメやアイドルのクリアファイルをプレゼントなど、メーカーとコンビニ本部のタイアップによるチェーン限定のキャンペーンも数多く行われている。
並行して、コンビニ本部は多くの商品でプライベートブランド（PB）での独自商品の企画・供給・販売も手がけている。この場合、一部では既存商品にコンビニのロゴを追加したコンビニ向け独自パッケージの製品で、名義上の製造者自体はコンビニ本部ではなくそのメーカーというものも存在する。スーパーマーケットを親会社や系列会社に持つチェーンでは、これらと共通のPB商品が販売されることも多い。いずれにしても、大型化した小売業の世界では巨大な販売網を背景にした大量発注・大量販売による規模の経済の効果を利用して、PB商品の価格を同種製品よりも若干安価に設定しその価格力で販売するのが常道となっている。顕著な例としてはスナック菓子が挙げられ、一部チェーンではオリジナルのPB商品だけで店舗の什器を1つないし2つ占めてしまうほどの規模になる。

#### 発注・仕入
チェーンによって対応は多少異なるが、商品仕入については、基本的に本部の指定業者からの指定商品のみに限られる。仕入代金の決済は本部が代行する。
商品の発注は締切時刻までに本部にデータを送信すればすべて電子的に処理され、地域・物品や発注タイミングにもよるが、おおむね当日の夜、翌日、遅くても翌々日の朝には納品される。毎日納品されるものもあれば週3回程度納品されるものなどがある。デリカ類・パンなどは1日に複数回納品される。以前は納入業者がそれぞれ納品をしていたが、環境問題への配慮や効率化などから共同配送や温度管理の異なる商品の混載が進み、納品するトラックの便数は減少する傾向にある。なお、納品に使用されるトラックは2トントラックや3トントラックの部分冷凍機能を持つ冷蔵車が中心で、コンビニ向け仕様の有蓋荷台が使用されている。なお、食品以外については同サイズの一般的な有蓋車も使用される。また、雑誌類・新聞類は大半が専門業者によって配送されており、車両については運送業者・地域などで差異が見られる。公営競技の予想紙などではバイク便が用いられる地域もある。
情報システム面ではPOSシステムを利用し、季節・天候・地域性・性別・年齢層・流行などからなる売れ行き情報などを管理・分析することで売れ行き商品を的確に把握し、限られた店舗内で最大売上を挙げられるよう仕入の効率化を追求している。特に500ml入りペットボトル飲料に関しては、さまざまなメーカーより多種多様な新規製品が発売・投入されるが、それらを限られた店舗内に取り揃えることは不可能であるため、POSデータによる分析で長くても1か月以内に売れ筋か廃れる商品かを判定され、商品入れ替えが激しく行われている。これにより市場で生き残る清涼飲料水は0.1%程度である。
コンビニの各店舗にはフランチャイザーから担当社員が定期的に巡回しており、また、POSシステムの情報機能なども活用して需要予測などの情報提供や仕入の指導を行うが、どの商品を・どれだけ・いつ仕入れるかなど、仕入の判断は各店舗のオーナーの権限と責任とされている。実際現場では、士気の向上を理由にアルバイト従業員に仕入れの判断をさせていることも多い。その判断が正しければ店舗の売上増となるが、需要を読み違えれば品切れとなり売上が伸びなくなったり、あるいは仕入量が多過ぎて商品が期限切れとなると、後述するように商品ロスはその店舗・経営者が被ることになる。
一般的に店舗が独自で仕入・販売を行う場合には、所定の手続と本部の事前承認が必要となっており、きわめて限定的なものになっている。
なお、一部の店舗が独自に仕入れて取り扱うことがある商品の例としては、以下の様なものが挙げられる。
- きわめて限られた特定の地域のみで販売・消費される特産品・名物・食品[† 16]
- 地元地域でロケーション撮影やロケーション・ハンティングを行ったり、地元地域に題材や映像素材を求めた映画・テレビドラマ・テレビアニメなどの関連グッズ
- 高速道路が近い店舗ではカー用品
- バス停が近い店舗では回数券・バスカード
- 店舗の近隣で開催される公営競技の予想紙（競輪新聞・地方競馬の競馬新聞[† 17] など）
- この他、JR系の店舗ではキヨスク（鉄道弘済会売店）時代の名残で2018年9月まで新聞や雑誌を鉄道弘済会経由で仕入れており、これらも独自商品扱いとなる。
- 鉄道会社系の店舗では鉄道ファン向けのグッズを取り扱うことも多い。

また、地域での祭礼・イベントの開催時には、来店客数の一時的な増加を見込んで過去のPOSデータなどを参照し、デリカ類・ドリンク類の仕入量を一定期間のみ大幅に増加させるなど、状況に応じて臨時の対応が必要になる。

#### 企画商品
コンビニチェーン本部では、売上促進とさらなる利益獲得の一策として、季節や時節のイベントに応じた特別企画を投入したり、数百円から数千円の価格設定の季節商品の予約販売などを実施している。
具体的には、正月の御節料理、節分の恵方巻、バレンタインデーのチョコレート、土用の丑の日のうな重（蒲焼弁当）、クリスマスのクリスマスケーキなどが代表的なものであり、チェーン本部はデリカ製造会社や大手食品メーカーなどとタイアップして季節ごとの恒例行事として企画を立ち上げ、店頭でのPOPや店員による宣伝・勧誘を強化することで予約を集め、大量生産・大量販売を行っている。そのほかにも、節分の恵方巻などのように、もともとは限られた地域の風習であったものがコンビニの企画商品を端緒として毎年恒例の商業的イベントと化していき、食品スーパーなどもこれに便乗する形で全国に広められていったものもある。
この種の企画商品の多くでは、多くのケースで最初に店舗ごとへの割り当て量が決められ、その計画生産量に沿って材料などを調達している。
また、ディズニーやサンリオなどのキャラクター商品や、テレビ番組・テレビアニメ・映画・漫画雑誌などとタイアップ契約を結んで企画した商品を、コンビニチェーンが自社限定の数量限定商品として企画し、販売することも多い。

#### 新聞・書籍

雑誌売場（コミック雑誌）

新聞、書籍（雑誌含む）は定価による販売である。手数料は約2割。これらは指定再販商品であり値引き販売をすることはできない。また売れ残った場合は返品できるため売れ残りによる店舗側のリスクはないが、返品期限 を過ぎた場合は継続して販売するか廃棄するかの選択になり、廃棄する場合は店のリスクとなる。新聞については新聞特殊指定も参照のこと。

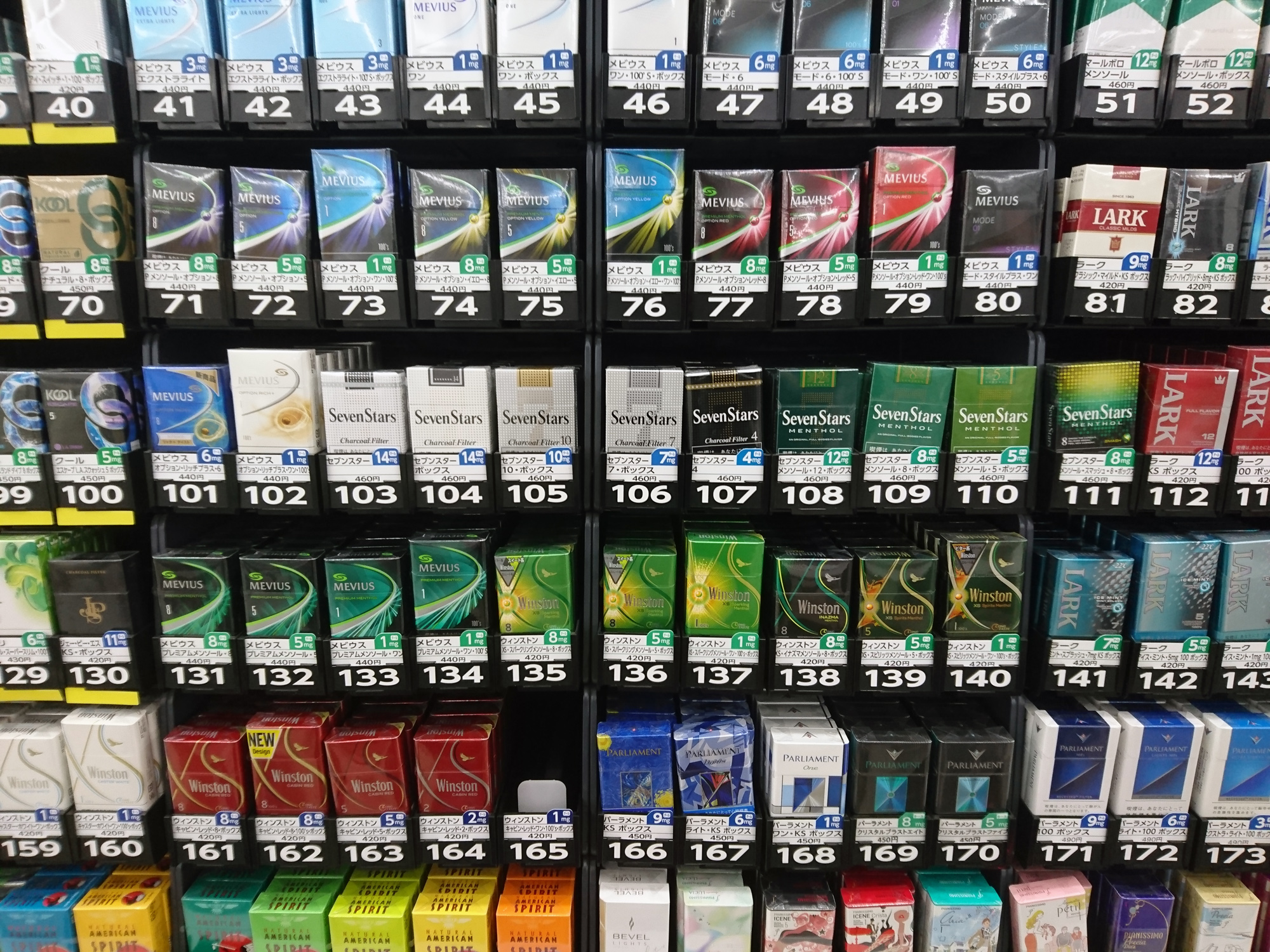
コンビニエンスストアにおけるタバコ商品群

#### 酒・たばこ
酒は店舗ごとに自由に価格を設定できる。たばこは定価による販売であるが、近年は一定量（1カートン程度）以上の購入でおまけ（ライター・缶コーヒーなど）をつけるなどといった手法で実質的に値引きが常態化している。また、たばこメーカーが指定する什器を店舗に設置するとたばこメーカーから店舗経営者に報奨金が入る。
たばこはレジカウンターに陳列されていることが多く、銘柄（または添えられている注文用の番号）と数量を店員に申告して購入する形式をとっている。
いずれも20歳未満は法律で購入が禁止されており、大手チェーンではコンビニだけの独特な方法をとらないと購入ができない。
たとえば当該商品のバーコードをスキャンすると、POSレジから「年齢確認が必要な商品です」のアナウンスとともに「あなたは20歳以上ですか？」という画面表示がされ「はい」を選択しないと購入ができないようになっており、「はい」選択後もPOSレジから「身分証明書の提示をお願いすることがあります」とアナウンスが流れることがある。これらのアナウンスは店内にいるほかの従業員や来店客にも聞こえるような音量で流れていることが多い。
日本の二十歳未満ノ者ノ喫煙ノ禁止ニ関スル法律では、買った者は没収のみの処分だが、20歳未満と知りながら売った店と売った店員は処罰される。したがって、20歳未満に見えなかった場合には無罪になる。
一部の店舗ではたばこを扱っていないことがあり、これらの店舗では店頭の看板などに「たばこ」の表記がない。また、オーナーの交代などで一時的にたばこが販売できない場合があり、その場合は店頭の看板などに記載されている「たばこ」の部分をテープなどで隠していることがある。
かつては酒販免許がコンビニエンスストアに与えられなかった時期が長く、酒の販売を行うために酒販店に対してフランチャイズ契約を持ちかけ、コンビニエンスストアに衣替えさせることが多く見られた。そのため、1980年代までは店名に酒販店の屋号が入っていることが多かった。酒販店が母体の店舗では、酒の販売に力を入れているところも存在する。

#### 宅配便の集荷
宅配便を受け付けている店舗では、1日1〜2回ほど業者が来店し宅配便の集荷が行われる。荷物は原則として店舗バックルームに保管される。メジャーやはかり・伝票や各種シール類は店舗に備え付けてあり、着払いの利用もできる。
運賃や最短到着日時は大手チェーンの場合は、郵便番号や電話番号を入力するとレジに自動で表示される。発払いの場合は、代金をレジで支払う。冷蔵・冷凍サービスや速達サービスは利用できない。また1日数回の集荷を原則としているため、最大24時間荷物は店舗に滞留されることになる。コンビニ店員を介すため、渡し忘れなどの人的ミスがあった場合、指定日時に配達できなくなる。このような理由から、慎重な取り扱いを必要とする荷物・急ぎ・指定日時厳守で配達してほしい場合は直接宅配便のセンター（営業所）に持ち込んだほうが確実である。

#### 一部商品における販売価格の見直し
以前からセイコーマートなどでは値引きを行っていたが、コンビニ業界全体では例外的な存在であった。しかし2005年9月3日、国内最大手のセブン-イレブンがコカ・コーラなど清涼飲料水7品目についてメーカー希望小売価格から15%の値下げに踏み切った。同社は同月よりイトーヨーカドーなどとセブン&アイ・ホールディングスを設立し、巨大小売グループの共同仕入れによる大量購入を背景とした価格交渉力の強化によって納入価格引下げをメーカーに要求した。同日より、イオングループのミニストップもコカ・コーラなど5品目につき15%の対抗値下げを実施した。
さらにセブン-イレブンは、2006年には調味料30品目を値下げ、2009年4月14日には洗剤や歯磨き粉などの日用品31品目を平均15%値下げした。
これまで、24時間営業の利便性を武器に原則定価販売を堅持してきたコンビニ業界が値下げ販売に踏み切ることになった背景としては、SHOP99に代表される低価格の24時間スーパーや既存スーパーの深夜営業の拡大による競争激化、消費者の低価格・節約・もったいないを重んずる志向、スーパーマーケットやドラッグストアなどとの価格差縮小による需要拡大の狙い、が挙げられている。

#### 生鮮コンビニ
上記のSHOP99が先駆けとなり、生鮮食品の販売、廉価均一販売をセールスポイントにしたコンビニエンスストアが増加している。

### 経費面

#### 資産・負債
本部にて各種決済が代行されるため、売上金は基本的に全額本部に入金される。これは本部の管理であり、万が一にも本部が経営破綻した場合、返還される保証は基本的にない。
開店時に本部に預託する保証金は以前ほど必要なくなっている。店舗や設備が店舗経営者の所有でないケースでは、店舗側で管理している資産は商品が主になる。なお、開業時には本部から商品代金を借り受けることができるので、少ない手持ち資金でも開業できるが、夫婦の身元審査を通過しなければならない。夫婦のどちらかに破産歴があるなどの場合は法人化すれば会社と代表者1名のみの審査で済む。

#### 最低保証制度
コンビニチェーンの多くでは、高額なロイヤリティーのために一日平均の売上が35万円を下回ると、赤字経営となる（チャージ率が50%で利益率35%の場合）。30万円を下回ると閉店対象になりうる。その不安定な状態からオーナーを保護するため、前年比で売上が下がった店舗などを対象に、最低保証制度が用意されている。
金額は各社異なるが、年間1,800万円前後である。チャージは本部が負担する。仮にある月の売上が10万円、次の月が20万円だったとしても、利益が最低保証より下回ることはない。逆に40万円で安定した場合、追加支払をしなければならない場合もある。オーナー総収入とも呼ばれるが、決してオーナーの手取額ではない。なお、最低保証店舗を恒久的に存続させると本部の経営に影響が出るため、次回契約更新時に本部から閉店や移転を促されるケースもある。

#### ロイヤリティー
店舗経営者から本部に支払われるものはロイヤリティーのみが原則で、本部は商品提供（仕入代行）、会計代行、店舗什器、POSシステム・レジスター端末などの機器の提供（レンタル）、各種システムの構築、企画、宣伝、店舗運営指導などを受け持つ。ロイヤリティーはいくつかの名目（店舗数など）で減額されるが、粗利の50%と、かなり高額である。粗利とは売上額からその名目上の仕入原価を除いたものであり、利益とは異なる。ファーストフードなど店内調理品の場合は本来の原価よりかなり低い額が原価として設定される。
ロイヤリティーの率はチェーンによって違いがあり、店舗物件の所有形態、導入機器の違いなどによって率はさらに大きく異なる。店舗経営者が店舗や内装を所有する場合は大手チェーンの場合で粗利の35%ないし45%であり、特別に低い条件でも30%程度である。リース機材が多いチェーンでは機材レンタル費などの形ではあっても実質的に本部に払う金額がより高くなることも見られる。
近年は新規開業者の多くは店舗などを所有していない場合が普通だが、この場合ロイヤリティーの率も高くなり、50%を大きく超えることが多い。このようにコンビニエンスストアの場合、粗利の大きな部分がロイヤリティーとして支払われるため、単純な売上のみで店舗の経営状態は判断できない。フランチャイズ・ビジネスが日本にあまり定着していない時代において、共同経営にも似たこのロイヤリティー率は「共存共栄」という言葉で説明されていた。
2009年、セブン-イレブンは、公正取引委員会から本部担当者が期限前の値引きを行う「見切り販売」を不当に制限したとして独占禁止法違反（優越的地位の乱用）で排除措置命令を受け、廃棄ロス原価のうち15%を本部が負担する支援策を発表した。

#### 営業費
営業費については、人件費以外では固定的な費用が多くを占めており、店舗側の単独の努力で削減できるものはないに等しい。コーヒーやドーナツなど新たな商材の販売に伴い関連費用 が増加している。
人件費は各種サービスの取扱拡大、最低賃金の改定などの理由で、従業員教育にかなりの時間と手間が必要になってきており、上昇傾向にある。
なお、ファミリーマートでは24時間営業する店舗に奨励金を支払ったり、セブン・イレブンやローソンでは水道光熱費の一部の費用 を支払ったりするなど、一部の費用は本部が負担する場合もある。

#### 商品ロス

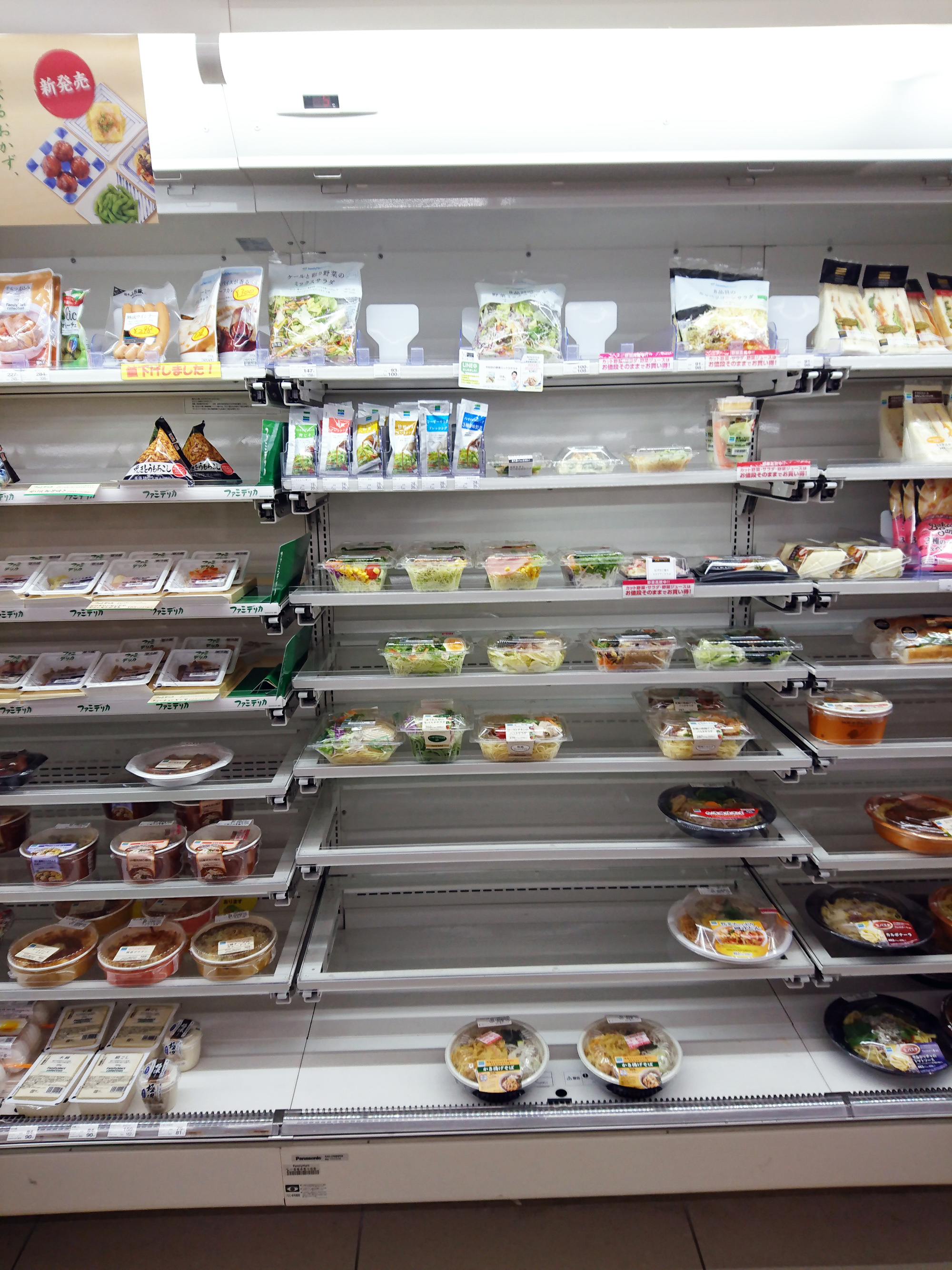
冷蔵ショーケースが空いた状態

コンビニでは消費期限のある程度前に「販売期限」が設定され、販売期限の経過した商品は、ロスとして廃棄処理しなければならない。
大手チェーンの弁当・おにぎり・パンなどは、販売期限情報をバーコードに含んでおり、販売期限を超過した場合レジが通らないシステムになっている。
しかし、人件費高騰などへの対策から、昨今の風潮を反映して商品ロスを減らすことを重視する経営者が増えており、時間帯によっては弁当類が全品品切れとなるような店舗も増えつつある。
売れ残ったまま消費期限を迎える商品については、特に値下げなどによる見切り販売は行わず、原則としてすべて廃棄対象とすることが多い。これは本部と店舗とのFC契約において通常「見切り販売はFC契約解除、もしくは次回契約更新時の契約拒否事由にあたる」との条項が含まれていることが理由である。しかし「まだ食べられる食品を捨ててしまうのはもったいない」という消費者側からの意見や、「店舗側による自由な販売を本部側が制限するのは、独占禁止法で禁止された『優越的地位の濫用』にあたる」との指摘が以前からある。2009年2月には、公正取引委員会がセブン-イレブンに対し独占禁止法違反の疑いで立ち入り検査を行い、同年6月には同社に対し排除措置命令を出すに至った。これを受けてコンビニ店舗の一部で見切り販売を始める動きも出始めた。
2020年代に入ると、セブン-イレブンによる「エシカルプロジェクト」のように、食品廃棄ロスの削減を目的に本部側が主導で、消費期限切れの近い商品を対象としたポイント還元等を行う例も見られるようになった。実際同社では「エシカルプロジェクト」の開始により、弁当類の廃棄ロスを約2割削減できたという。

#### 損耗
POSデータ（販売時点情報管理）により集計された理論上の在庫と実際の在庫の差は損耗となる。損耗の発生する主な要因は品物の誤計数、レジの誤入力、万引きによる盗難である。消費期限切れによる廃棄や不良品の交換はPOSで集計されるため損耗には含まれない。

### チェーン本部による従業員への「指導」
コンビニエンスストア・チェーンにおいては、店舗の内装や品揃え・在庫状況に加え、接客態度や店内の清掃状況などといった雰囲気に含まれる事柄までを含めて、「コンビニエンスストア」という商品の範疇として扱う。また基本的には同一社のチェーン店ならば全国どこの店舗であっても同様の商品やサービスが同様の手順で購入・利用できるようにシステムが設定され、またそのように接客対応できることが要求される。
そのため、チェーン本部では、各フランチャイズ店にPOSシステムで集計された売れ筋情報（データマイニング）を配慮した品揃えを求めたり、接客対応のマニュアル化や、店舗設備の効率化を推し量ったうえでの内装の決定を行ったりしている。また各フランチャイズ店を定期的に見回り、本部の方針を伝えたり、本部への意見を聴取したり、あるいは仕入れ・販売・接客技術の指導を行う専門の社員（スーパーバイザー）が存在する。
大手チェーンの場合、店舗の雰囲気や商品陳列、店内設備の状況も本部によるチェックと指導の対象となる。実際、店内における売り場の配置はもとより、1つの什器の中での商品陳列順さえ本部側が権限を握っており、新商品の発売予定があるごとに店側にペーパー配布などの形で指示がされる。それ以外にも、季節ごとにペーパー配布などの形で棚替えと呼ばれる作業を行わなければならない。さらにチェーンによっては、店頭のPOP広告の掲示方法、トイレの臭気、店舗フロアの床（蛍光灯・LED）の光沢度、駐車場の雑草・舗装・塗装の状態など数多くの項目で事細かな基準が設けられており、本部社員や本部指定の外注業者によってメンテナンスや定期的な機械計測が行われ、本部からの「指導」という形でフランチャイズ店舗のオーナーに修繕や交換などが指示される場合もある。

#### 服装に関するマニュアルの例
過度な染髪、髭、ピアス、イヤリング、ネックレス、マニキュア、付け爪、指輪、時計、香水、ブレスレット、ヒール、サンダル、マスクが禁止という一般正社員と比べても厳しい規定となっており、ほぼコンビニ各社で共通となっている。
店長や本部社員、客からクレームが入った場合、初回は注意や改善指導程度であるが、何回も繰り返されると解雇となる場合もある。

#### 清掃に関するマニュアルの例
- 駐車場に吸い殻、ゴミ、雑草がないか。近隣まで清掃されているか。
- 灰皿、公衆電話は清潔か。のぼり旗に汚れや色褪せはないか。傘立ては出しっ放しになっていないか。
- 店頭にガム跡がないか。軒下に蜘蛛の巣がないか。
- ガラス面に指紋やテープ跡がないか。店頭・店内マットに汚れはないか。ステッカーやポスターに劣化はないか。各種ポスターはライン下に貼られているか。
- ゴミはあふれていないか。犬走りは清掃されているか。
- 床にガム跡はないか。カウンター内の床も清掃されているか。
- トイレ床面・壁面・便器・換気扇・手洗いに汚れはないか。
- 棚板に汚れはないか。霜取りはできているか。
- 液晶画面に汚れはないか。
- カウンター上が整理されているか。
- フライヤーや換気扇に汚れはないか。
- エアコンのフィルターに汚れはないか。

#### 接客に関するマニュアルの例
- 「新商品いかがですか」など、おすすめ商品の声かけができている。
- 身だしなみのチェックポイントは、いつも達成している。
- お客様入店時には、いつもはっきり聞こえる声で、笑顔で明るく挨拶している。
- 通路でお客様とすれ違うときはいつも会釈をし、はっきり聞こえる声で、笑顔で明るく挨拶している。
- レジ接客時には、いつもはっきり聞こえる声で、笑顔で明るく挨拶している。
- レジ接客時には、いつもアイコンタクトができている。
- 会計の最初と最後の挨拶時には、30度以上のお辞儀をいつもしている（ファミリーマート）。
- 会計終了後（退店時）に、いつもはっきり聞こえる声で、笑顔で明るく挨拶している。
- 商品のレジ登録前に「ポイントカードはお持ちですか」と声かけしている。
- ポイントを保有しているお客様に「ポイントはご利用になりますか」と声かけしている。
- ポイントカードは、スリット後すぐにお返ししている。
- 温かいものと冷たいもの、濡れると困るもの、食品と日用品は分けて袋詰めしている。
- お釣りを、両手で丁寧に渡している。
- レシートは、すべてのお客様に渡している。
- お客様にレジ袋や商品を両手で丁寧に渡している。
- 会計待ちのお客様に対し、迅速なレジ誘導と丁寧な声かけをしている。
- お客様が店内にいる状況で、おしゃべり（雑談）をしていない。
- 「少々、お待ち下さいませ」「お待たせいたしました」など、丁寧な言葉遣いで応対している。
- 売り場に出たときは、前出し・顔出しを積極的にしている。
- オープンケース（米飯・調理麺・サラダ）が品薄の時は、前出し・中央寄せをしている。
- フライドフード什器に汚れがあれば、すぐに清掃している。
- フライドフードの先入れ先出しを実施し、販売期限内の商品を陳列している。
- ゴミ箱のゴミ回収は、率先して実施している。または、指示を出している。
- 売り場、店頭にゴミが落ちていた場合は、拾っている。

フランチャイズ店の販売データ・経理情報も各店舗に設置されているPOSシステムとストアコンピュータを通じてチェーン本部に集約されており、経営に不慣れなオーナーをサポートすることもある。この中には融資業務を含める所もあり、各店舗には地域担当者が巡回して経営状況を逐次チェックしている。

### 駆け込み場所としての利用
日本フランチャイズチェーン協会の2006年に発表した資料 によれば、2005年10月からの半年未満で、全国36,622店のコンビニエンスストアで約5,300件の駆け込み事例があったという。なお日本フランチャイズチェーン協会は、2005年から加盟店舗にセーフティステーション活動（通称「SS活動」）を行っている。

### 現況

#### 再編
コンビニ誕生以降、競争激化による合併や倒産などの要素にてチェーン店の再編がたびたび行われており、1990年代にはサンチェーンがローソンへ統合、ヤマザキデイリーストアとサンエブリーがデイリーヤマザキへ統合、2000年代には、都市部などで飽和状態になっていること などが起因して、HOT SPARの日本国内からの事業撤退、am/pm・サークルKサンクス・ココストアが相次いでファミリーマートへ統合、新鮮組・セーブオン・スリーエフ・ポプラがローソン店舗への転換などが行われている。
コンビニの情報収集分析力やスケールメリットを活かした展開を行える部分に商社側は魅力を感じており、コンビニ側も商社の持つ企業・人材・商材ネットワークを活かして新商品開発や異業種との提携を行いやすくなる利点、とお互いにメリットがあることから近年商社とコンビニの関係が深まっており、三菱商事がローソンやイオンと、伊藤忠商事がファミリーマートやサークルKサンクスと、それぞれ取引関係にある。また、それに関連して商社主導の再編も一部で予測されている。

#### キャッシュレス化・電子マネー推進の流れ
チェーンや店舗、地域によって異なるものの、レジ会計での支払いの方法には一般的な現金のほか、各種料金収納代行やタバコなど一部商品を除いてクレジットカード・プリペイドカード・デビットカード・電子マネー が使用できるようになっている。2012年7月時点では、100円ショップ型やボランタリー・チェーン型以外の広域展開チェーンのほぼすべてで自社運営か他社運営かは別にして何らかの電子マネーによる代金決済のシステムが導入されている。
オペレーション面でも、レジの違算が発生しないこと、預り金やお釣りの受け渡しが発生せず決済をスムーズに完了できること、高齢者や幼少者でも簡単に扱えることはメリットであり、これらが駅ナカコンビニの進出に寄与した。
防犯面からも、電子マネーの導入は上述の通り取り扱い金額の高額化が進む中、店舗内・レジ内に存在する現金を減らし、犯罪に遭った際の被害額を低減する役割、客にとっても深夜に財布を持たず電子マネーだけを持って来店できることで、やはり強盗や恐喝に遭った場合の被害規模を低減する効果が期待されており、このこともあってとりわけ電子マネーについてはコンビニエンスストアが積極的に推進役を担っている。しかし、コンビニで買い物をするために事前に行う電子マネーのチャージや、無数の分野に拡大した料金収納代行サービスなどが影響して、結局は店舗内の現金が増加傾向にあるという問題点も抱え込み、特に料金収納代行では、時に客が数十万円からそれ以上の大きな金額の支払いを持ち込むことがあり、大量の払込用紙と高額の現金を前に店員やオーナーが長時間のレジ対応に追われるなどといったことも珍しくなくなっている。
また、WebMoney・NET CASHなどに代表されるオンラインゲームやamazonなどのインターネットショッピングなどに用いられる仮想マネー型電子マネーPOSAカードの販売も幅広く取り扱っており、とりわけリアルタイムでゲームプレイが進行するものが多いMMORPGのプレイヤーなどにとっては、365日24時間いつでも課金用の電子マネーが現金で店頭購入可能なコンビニエンスストアの存在は必要不可欠のものになっている。2000年代後半以降、電子マネーや仮想マネー型電子マネーの導入への動きはコンビニのみならずさまざまな業界で急激に進展しており、また電子マネーの運営会社側から見ても、コンビニへの導入やコンビニでの販売の拡大が普及はもとよりサービスの成否そのものの鍵を握るほどにコンビニの存在は大きなものになっている。しかし、仮想マネー型電子マネーの販売では、払込受領書・店舗控など3〜5枚のレシートやチケットが出されるうえ、取り扱い手順が完全には統一されておらず事業者によって微妙に異なる場合がある。また家電量販店のように、取り扱っている商品の性質上、各社が競うように複数の電子マネーの取り扱いを急速かつ並行的に導入した。2016年、これら仮想マネー型電子マネーを使った詐欺が前年比28倍となり、行政は警戒を呼びかけている。

#### 店舗形態の多様化
コンビニチェーンの一部では、店舗の形態や機能を多様化させる試みが行われている。
たとえば、ファミリーマートはCD・DVDレンタル大手のTSUTAYAと一体化した店舗を2010年12月に初めて出した。また、イオン大宮店の有料遊技場「ファンタジーキッズーナ」の中には、座席を多数設置したミニストップが出店している。
コンビニ業界黎明期には個人経営の薬局が転換した薬局兼営コンビニエンスストアが若干数存在したが、これとは別に近年大手薬局・ドラッグストアチェーンとの複合店舗化の試みも行われており、ローソンはマツモトキヨシと共同で企画した店舗を千葉県内に、ファミリーマートはドラッグコスコと共同で企画した店舗を長野県松本市内にオープンさせている。
北海道江別市のローソンでは、市内にあるTSUTAYAの商品を回収するポストが設置されていた（2005年3月時点）。
長野県松本市のファミリーマート桐追分店では、市内にあるTSUTAYA4店舗の返却商品を回収するポストが設置されている（2014年12月時点）。
広島県神石郡神石高原町では、2011年夏、官民が共同で運営する全国初のコンビニエンスストアがオープン。出店したのはローソンで、さんわ182ステーションの一角にて営業。

### 問題点

#### 防犯対策[65]
コンビニでは、防犯対策が問題となる。「商店の強盗事件のうち77.9%は、コンビニエンスストアでの被害」というデータもある。
コンビニエンスストアには、さまざまな防犯対策が施されている。
- 防犯カメラの設置。駐車場、レジ、バックヤード、ATMの近くなど。死角をなくす。
- 防犯カメラの定期的な点検。
- 客の顔を見て挨拶をする。
- カラーボールやカラースプレーの常備。
- 2010年代以降の新店では、フルHD画質で16画面同時録画できるシステムもあり、ほぼ死角は存在しない。
- 深夜時間帯はレジを1台体制にする。深夜の1万円札使用を禁止したり、1万円札は金庫に回収したりする。
- 深夜時間帯のスタッフ2名以上の配置（なるべく深夜は男性店員を置く）。
- 綜合警備保障（ALSOK）やセコム（SECOM）など、24時間警備システムの設置。
- お客様トラブルの積極的な警備会社への通報。
- 非常時に光と音で周囲に異常を知らせる赤色灯の設置。
- コンビニで最高額商品といわれるPOSAカードは、レジでスキャンと会計をしないと有効にならないため、万引きをしても意味がない。
- コンビニで次に高額商品といわれるスマートフォン充電器やSDメモリーカードは、レジから見えやすい位置に配置したりダミーカメラを設置し、心理的に万引きを防止する。

さらにその一方で、深夜・早朝時間帯には客が少数になるため、強盗や恐喝などの被害を受けるケースは多い。近年では取扱商品の高額化や銀行ATM（コンビニATM）の設置店が増加したこともあり、被害を受け、その被害規模も大きくなる危険性が高まっている。このためカメラ台数の増強、オンラインによる遠隔監視が可能な防犯カメラの導入、金融機関などに見られるカラーボールの用意など、防犯設備はハードウェア面を中心に研究、改良と充実を図り続けている。
このほか、基本的な対策として、入店者の人相がわかりにくいフルフェイスヘルメット着用者の入店拒否、20歳未満への酒・タバコの販売拒否店頭レジの保管金額を抑える、夜間には事務所の金庫 の開扉をシステム的に不可能にするなどの工夫が成されている。特に個人オーナーが直接店長を務める店では、店長の個人的な判断により、木刀やバット、特殊警棒、刺股、防犯スプレーなどで武装するケースまで見られ、過去にはこれらによる撃退事例も報告されている。また、国によっては拳銃などの装備も見られる。また深夜などの治安が低下する危険な時間帯も営業しているため、地元警察と連携を取る動きも見られる。
コンビニエンスストアの24時間営業が地域社会に受容されるようになるにつれ、地元警察との連携は、コンビニ側の防犯体制のみならず、警察側の犯罪捜査への協力体制も含めた双方向的なものとなってきている。警察官がコンビニエンスストアを利用する場合において、従来は交代で食事などに出た警官がコンビニなどで買い物をする際に「勤務時間内にコンビニでサボっている」や「公私混同している」との風評被害を避けるため、制帽を脱いで私服の上着を着用するなどといった服装規定が定められていたが、2000年ごろから急激にコンビニ強盗が増えたこともあり、2003年12月より愛知県警においては、制服のままコンビニに出入りさせることで、地域防犯の向上に役立てようという運動を始めている。その他の地域でも同様な活動が行われており、警邏中の警官が気軽に巡回中に立ち寄ることで、強盗事件などの発生の減少が期待されている。また、コンビニに立ち寄った不審な人物を店員が警察に連絡し、近隣で起きたほかの事件の被疑者の検挙につながったケースも見られている。また、コンビニ強盗事件の発生時には、地域のすべてのコンビニの店内・事務所や周辺で覆面車両や警察官が警戒・待機するなど、さまざまな非常の対策が取られることもある。
なお、店の損害を発生させる犯罪も増えている。以下に事例を示す。
- 収入印紙を購入し、のちに「返品したい」と言ってきて掴まされたのは偽物だった（切手類の返品はできない）[67]。

またSNSの普及で、今までのような建物外・建物内の犯罪だけではなく、従業員自身が犯罪者になる例もある。これらは瞬時に広まり、全国ニュースで報道される時代となった。
- 遊び半分でアイスクリームケースに入ってブランドイメージを失墜させた行為。FC契約解除[68]。
- パック飲料の商品が入ったケースを靴と商品が触れる状態で踏み台にした事例[69]。
- 20歳未満やアルコール依存症患者による酒類・タバコの購入を拒否することにより、販売を拒否に腹を立てた20歳未満の客などから殴る・蹴るの暴行を受けたり、店の商品や備品を破壊されたり、盗まれたりする被害につながることもある。

また、取扱商品の高額化（携帯電話・スマートフォン充電器やDVDなど）や、後述するようなPOSAカード、電子マネーチャージ、各種公共料金、分割払い、通信販売代金などの料金収納代行サービスの開始・拡充もあって、店舗レジに比較的高額の現金が一時的に置かれることが増え、近年ではコンビニ強盗事件の一件あたりの被害額が、従来の2〜3万円から10万円近くにまで跳ね上がるなどの問題が発生している。
2007年5月2日の読売新聞の記事によれば、セブン-イレブンとファミリーマートで、2008年2月期に料金収納代行サービスの取扱高が、物品販売の売上高を上回る見通しであると報じている。これには、銀行などの金融機関の窓口と異なり、24時間365日（366日）いつでも支払いができる利便性に加え、amazonなどの通信販売の増加が指摘されている。また、通信販売で購入した物品をコンビニエンスストアで受取ができるサービスを行っている販売業者もある。
これらさまざまな防犯面の問題は、業界体質的な問題としてコンビニ業界に決して小さからぬ影を落とす要素となっている。そのため、現在では店舗単位の対策だけではなく、業界各社のチェーン本部や地区事務所が自ら対策に乗り出し、いわゆる「リスク管理」「コンプライアンス担当」などの部署に防犯指導や反社会的勢力対応の専門の要員を配置するほか、警察との連携を図ったり、警備会社に依頼して私服警備員にフランチャイズ店舗を巡回させるなどしている状況も、一部では見られるようになっている。
ただし、ATMに限って言えば、24時間営業で防犯設備も充実し、そして常時有人であるコンビニ店舗は、設置する環境としての利便性や安全面、顧客の犯罪被害からの保護などさまざまなメリットが働く。設置店では、売上金の送金用途などにコンビニATMを活用しており、そのため、現在では商店などの売上金の保管のための夜間金庫の役割を、コンビニATMが代替する状況も見られている。実際にセブン銀行では、設置コンビニそのものだけではなく、コンビニ店舗近隣に店を構える企業をターゲットとして、夜間金庫の機能をセブン銀行ATMで利用できるサービスを始めている。これとは別に、みずほ銀行 や三菱UFJ銀行、三井住友銀行 でも、売上入金専用のカードを自行ATMだけでなく3大コンビニATMでも使えるサービスを展開している。

#### コンビニで発生した事件の例 (強盗・窃盗除く)
- 酒類・たばこを購入しようとした客に年齢確認しようとすると、「顔見れば分かるだろ！」と激昂してレジの液晶を破壊した63歳男を逮捕[75]。
- 店長に硬貨を投げつけ、「ちゃんと拾えや！」と恫喝し、威力業務妨害の現行犯で、無職21歳男ら4人を逮捕[76]。
- コンビニに助けを求め駆け込んだ交際相手を追いかけた男を、その後コンビニにて殺害した疑いで逮捕[77]。

#### 人手不足
アルバイト・パートの確保・補充が捗らず、人手不足に苦悩する店舗もさして珍しいものではない。店頭に従業員募集の広告ポスターが貼付されたままの状況という店舗も多い。
経済産業省のコンビニオーナーへのアンケート調査（2018年度）によれば、「従業員は十分に足りている」と回答したのは全体のわずか6%で、「従業員は足りているが何かあれば運営に支障がでると思う」が34%、「従業員が不足している」が61%であった。
多数のチェーンでは店舗運営のマニュアルの中で、安定した店舗運営のためにオーナーに対して従業員を所定数確保し過度の負担がかからないような体制を組むことなどを求めているが、実際には、オーナーが従業員に対して露骨な選別まがいのこと（容姿の端麗な人物の採用や、夕方の時間帯を女子高生のみにして男性サラリーマン受けをよくするなど）をしたり、逆に従来から在籍する従業員の性格・素行的問題などが原因で新規従業員が長続きしない店舗も見られる。
FC店の従業員の過労死に関して、遺族がFC店の店主のみならず、コンビニエンスストアの本社に対しても訴訟を起こしたケースもある。2012年に大阪地方裁判所にファミリーマートを相手取り起こした訴訟では、2016年12月22日付で、ファミリーマートと店主側が遺族に対し、解決金計4,300万円を支払うことで和解が成立したことが判明した。直接の雇用関係にないFC店の従業員に対し、本部が労働災害に解決金を支払うのは、異例の対応とされる。
2017年1月には、セブン-イレブン店舗にて風邪で病欠したアルバイト従業員の女子高生に対し、代替者を見つけなかったペナルティとして、労働基準法が規定する制裁による減額を超える9,350円を違法に給与から減額していた事例 がTwitterの投稿で発覚し、Yahoo!ニューストップに掲載、全国報道された。この店では人を見つけないとペナルティというルールがあったという。労基法24条（全額払いの原則）、91条（制裁規定の制限）に違反する。当初セブン-イレブン本部は「加盟店の問題」としていたが、事件が明るみに出るにつれ対応を転換、違法を認め加盟店に謝罪と返金を指導した。
労働基準法違反の例
- 8時間を超過するシフトを作成している（原則として禁止）[79]。
- 6時間を超えると45分、8時間を超えると1時間の休憩をとることができるシフトになっていない。
  - 2人体制で1人がレジをやっている間、混んだ場合バックルームで休憩していてもブザーで呼び出されレジをしなければならない。
  - 休憩中、店外にでることができない（休憩は自由に利用できなければならない）。
- 時給を1分ごとに支払わない（15分ごとに丸めているコンビニが大半）[† 25]。
  - 朝礼があるなどと言い、15分前の出勤を強制させているにもかかわらず、給与を支払わない（セブン-イレブンの一部店舗）。
  - 本来は更衣前の時間も勤務であるが、更衣後に出勤登録するよう本部が指導している（ファミリーマート等）。
- 人手不足などと理由をつけ、休日を労基法通り与えない（最低週に1日または、4週に4日の休日が必要）[79]。
- 月168時間労働しているのに、社会保険に加入できない。
- 研修中の場合、最低賃金を下回る時給となる。
- 22時〜5時以外の時給を昇給した際に、22時〜5時の時給を昇給しない（25%割増が必要）。
- 給与算出システムが「時給×勤務時間」のみで、三六協定を結んでいないにもかかわらず、時間外割増賃金を支払わない。
- 勤務中に負傷をしたにもかかわらず、労基法が規定する手当を支払わない（社保に加入していない場合）。
- 「うちには有給制度はない」と説明する（有給休暇は、店舗によって与えられるものではなく、国が労働者に対して与える制度である）。
- 高校生がテスト期間で長期間の欠勤を申し入れしてきたことに対し、労働力にならないためシフトを短縮するなどの報復行為。
- レジの違算や業務中発生させた損害を、給与から天引きする。
- 「名ばかり店長」として労基法適用対象外とさせ、1日23時間労働・休みなしで残業代もなく固定給のみとする（「正社員#名ばかり正社員」も参照）。

#### 店員に対するノルマ・自爆営業
2017年に入り、コンビニではアルバイト店員に恵方巻の自爆営業を課す例が相次いだ。オーナーから予約50〜100件のノルマを課せられた例をはじめ、数十本程度のノルマがあったという報告が多く、ノルマを達成できない場合は自ら買い取るいわゆる「自爆営業」などの例もツイッター上に寄せられている。NHKは1月26日・2月2日のニュースでそうした例を取り上げ、労働組合の相談窓口には売れ残りの数万円分を給料から天引きされた例なども寄せられたと報じた。こうした例は労働基準法第24条に違反する違法行為となる。
以下のような現状から、新規でオーナーを務める人員は皆無の状態が続いており、加盟金の減額制度・複数店経営の奨励・シニア加盟制度など、各社工夫を凝らしている。
コンビニエンスストアが普及し始めた頃は、周辺に長時間営業を行う小売店が少数であるためにかなりの利益を上げていた。しかし、1990年代以降は自社や他社のドミナント出店、加えてスーパーマーケットの営業時間の深夜帯への延長や24時間営業の開始もあって競争が激化している。そのため、開店だけはしたものの、短期間で閉店・閉鎖へと追い込まれる店舗も増加した。

#### 地域とのつながり
経済産業省が2009年（平成21年）にまとめた報告書によれば、コンビニの商店会加入率は2割強にとどまっている。また、地域や商店街とのつながりを持ちたいが、本部へのロイヤルティー（経営指導料）の負担が重いほか、原則として24時間営業を行うよう指導されているため公休も取りづらいといった事情から協力は厳しいという経営者がいる一方で、店舗が存在する地域に対してあまり興味を示さない経営者もいる。このような理由から、商店街の商店の中にはコンビニに対して反発を示す者もいる。

#### 営業時間の短縮
24時間営業を見直す理由としては、主に以下の要素が挙げられている。
- 郊外地域など一部の店舗では、深夜開店のコストメリットが（防犯面も含め）低いこと。
- 店舗経営者は24時間眠ることができず、従業員の万が一のトラブルに備えなければならないこと。
- 環境意識の高まりから、深夜に煌々と灯りを点していることへの是非が問われていること。
- 深夜業（22時〜翌朝5時）の場合、労働基準法に基づき割増賃金（時給の25%増し）も上乗せしなければならないこと。
- 特に新型コロナパンデミック以降、日本人のライフサイクルが夜型から朝型にシフトしてきていること。
- 本部側にとっても、人件費抑制のために割高になる、深夜配送に携わる労働力を削減すること[† 26]。

2008年に朝日新聞が実施したアンケート結果によると、地球温暖化防止のため我慢できるものとして「コンビニ店などの深夜営業」をあげた人が83%いた。
こうした流れを受けて、京都市や埼玉県、神奈川県では、コンビニの深夜営業を規制している。一方で、「（環境保護の観点でいえば）コンビニの深夜営業そのもので出る二酸化炭素の排出量は微々たるものである。コンビニ以外の他の地域は深夜営業が規制されないのはおかしい」という指摘もある。また、鷲巣力が2008年に跡見学園女子大学の学生に対して行ったアンケート調査（有効回答=165）では、7割の学生が24時間営業を「やめないでよい」・「やめないでほしい」と肯定的に答えた。
いわゆる駅ナカや駅前にある鉄道（キヨスク参照）、ないしは航空・バスターミナル内での大手コンビニからのフランチャイジーを受けて営業するものや、学校・大企業のオフィス・工場の敷地内などで営業する物に関しては必ずしも24時間営業とはならず、交通関係ではその日の始発から最終便の時間に合わせて営業するもの、オフィス・学校内ではそのテナントの敷地内の通常の営業・開校日時に合わせて営業 が行われるものが多い。

### 主な取り扱い商品
- 年間
  - 食品と嗜好品

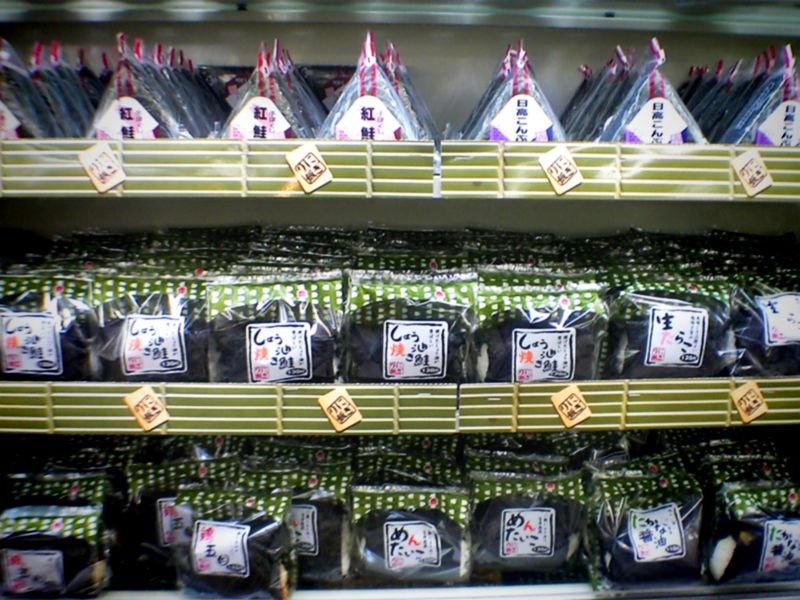
おにぎり売場

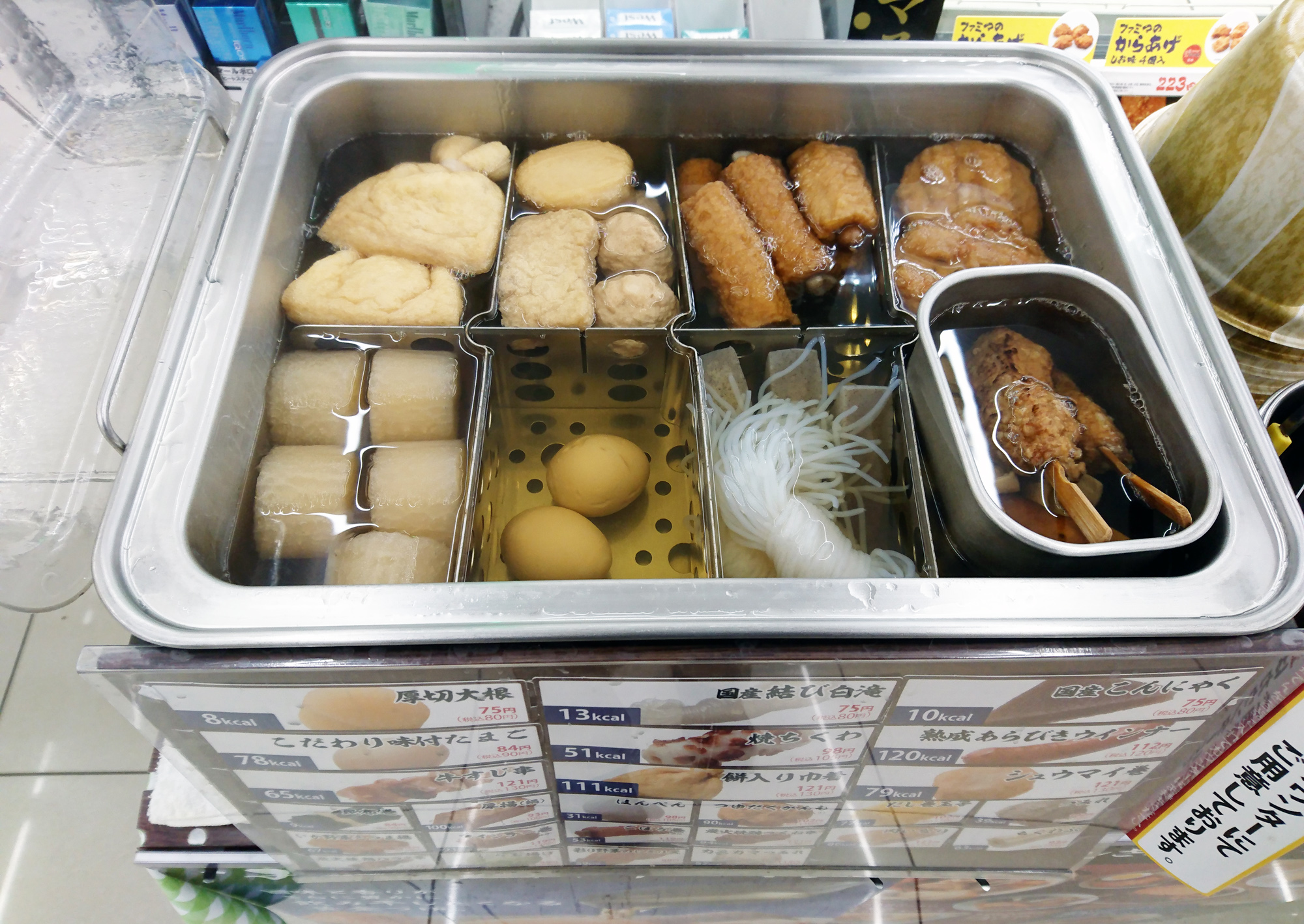
おでん売場

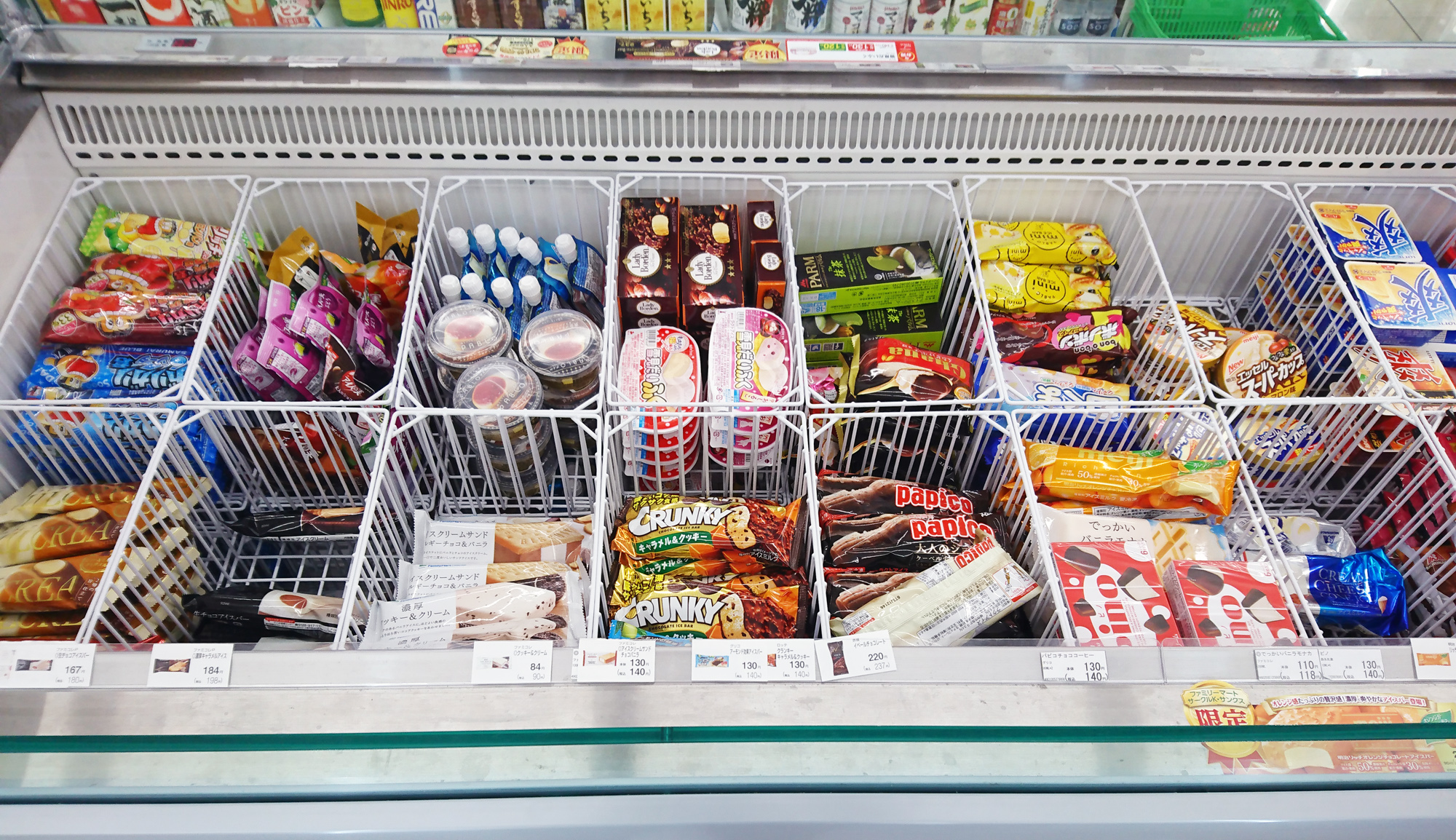
アイスクリーム売場（平形ケース）

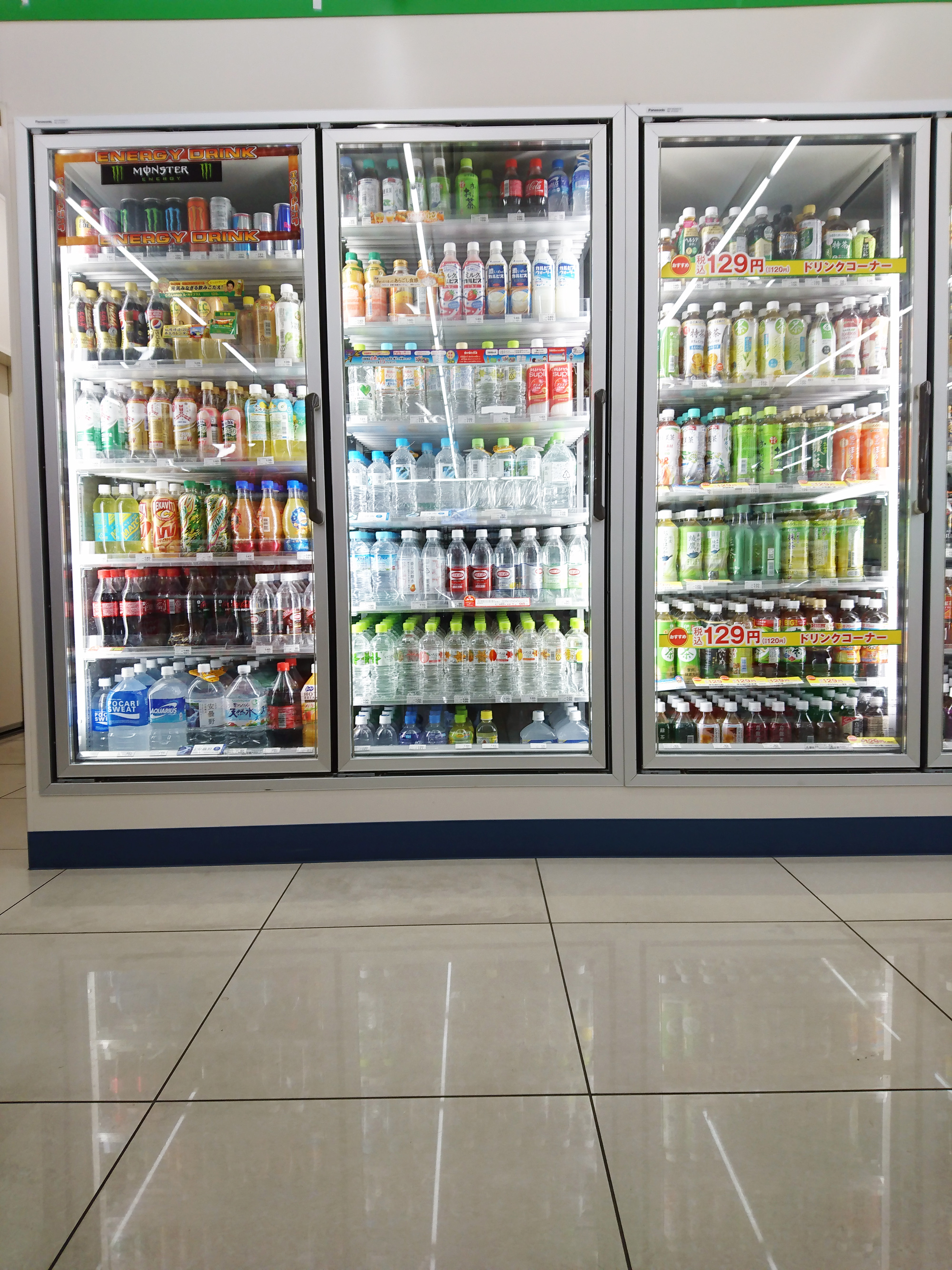
ウォークイン（飲料）売場

    - 惣菜、弁当、おにぎり、サンドイッチなど（夏季には冷やし中華などの冷麺類も）
    - パン（食パン、菓子パン、惣菜パン）
    - 飲料、酒（酒類販売業免許がなく、未販売の店舗あり）、清涼飲料水、ミネラルウォーター、乳製品、コンビニコーヒーなど
    - 菓子、食玩
    - 酒肴類
    - インスタント食品（カップ麺、乾麺、インスタントコーヒーなどは小容量の商品が多数にある）
    - 冷菓（アイスクリーム、ソフトクリームなど）
    - 生鮮食品（野菜、果物、卵、豆腐、納豆、肉、魚など）
    - 冷凍食品
    - 簡易調理品（から揚げ、フライドポテト、ウインナー、コロッケ、たこ焼き、冬季にはおでん、中華まんなど）
    - 調味料
    - たばこ（製造たばこ小売販売業免許がなく、未販売の店舗あり）
    - 缶詰、乾物
    - レトルト食品

  - 生活用品
    - 化粧品、染み取りなどの化粧小物
    - 石鹸、シャンプー、ひげそり、整髪料、デオドラント用品
    - 下着、タオル、ハンカチ、歯磨き粉、歯ブラシ、くし、パンティストッキング
    - 裁縫用品
    - ペットフード
    - 台所用品
    - 傘、雨具
    - 電池（乾電池、ボタン型電池）、電球、爪切りなどの日用小物
    - 携帯電話用充電器
    - ティッシュ、トイレットペーパー、生理用品、コンドームなどの衛生用品
    - 一部では自治体の有料ゴミ袋や指定ゴミ袋
    - 紙袋、慶弔事用熨斗袋（のし袋）

  - 事務用品
    - 官製はがき、切手、収入印紙、お年玉付郵便はがき
    - 文房具（鉛筆、ボールペン、ノート、履歴書、定規、はさみ、澱粉糊やスティック糊などの接着剤、電卓、クリップ、画鋲など）

  - 娯楽用品
    - 音楽CD、DVD、ゲームソフト、SDメモリーカード、USBメモリ、イヤホン
    - 玩具、カプセルトイ（食玩と同一コーナーの場合が多い）、プラモデル、トレーディングカードゲーム、キャラクターくじ
    - トランプ、花札、株札、カード式麻雀、将棋、囲碁などのテーブルゲーム
    - 雑誌、新聞（朝刊・夕刊）、週刊誌、月刊誌、文庫本、地図
    - 書籍類 - インターネットで注文し、店頭で代金を払って受け取るサービス（セブン-イレブン、ファミリーマートなど）がある。

  - 医薬品（一部の薬は薬剤師・登録販売者を設置する店舗限定）
    - スタミナドリンク
    - 風邪の初期症状緩和薬、胃腸薬、便秘薬、ビタミン剤
    - コンタクトレンズケア商品

  - 宅配便・荷物（日本郵便）取次
    - ヤマト運輸・宅急便、クロネコメール便（セブン-イレブン、ファミリーマート、デイリーヤマザキ、サークルK、サンクス、スリーエフ、ポプラなど）
      - はこBOON・配達網はヤマト運輸（宅急便）を使用する（ファミリーマート）

    - 日本郵便
      - ゆうパック（ローソン、ミニストップ、セイコーマートなど）
      - レターパック

  - イベントチケット・交通機関乗車券類の予約・発券（一部）
    - 路線バスの回数券・バスカード
    - マルチメディアステーションによって提供されるサービス
      - コンサート、演劇、映画、遊園地（テーマパーク）などのチケット予約・発券（いわゆるプレイガイド機能。多くは大手プレイガイド[† 28] との業務提携を結んでいる）
      - 一部の高速バス、航空券などの交通機関チケット予約・発券 - インターネットの予約ウェブサイト、あるいは店内のマルチメディアステーション（多機能端末機）で予約後、予約データを呼出して出力し、レジ店員に渡して運賃を支払って券を受け取る。セブン-イレブンではレジの収納代行サービスを利用して運賃を支払い、レシートをチケットの代替とする。
      - スポーツ振興くじ（toto）（ファミリーマート、ローソン、セブン-イレブン）

  - コピー機・FAX・写真現像・PDFプリント
  - プリペイドカード・金券・地域振興優待券・粗大ゴミ処理券
    - テレホンカード
    - QUOカード
    - 各種プリペイド式携帯電話用のプリペイドカード
    - POSAカード
    - 電子マネーへの入金（一部）

  - 在宅健康診断（日本国内・一部地域を除く）
  - コンビニATM（未設置の店舗あり）
    - 各金融機関口座の引き出し、預け入れ
    - クレジットカードからの引き出し（キャッシング）、返済（一部）
    - 消費者金融からの引き出し（キャッシング）、返済（一部）

  - 各種料金収納代行
    - 公共料金
      - 電話料金、電気料金、都市ガス料金、水道料金（一部）
      - NHK受信料

    - 通信販売（インターネットを含む）、生協の代金（一部の後払い）
    - 税金（一部の地区）
      - 自動車税・軽自動車税
      - 住民税
      - 固定資産税

    - 社会保険料（国民年金保険料、国民健康保険料または国民健康保険税）
    - 自動車検査登録（車検）のない250cc以下のオートバイ（二輪車）を対象とした自動車損害賠償責任保険（自賠責）契約
    - クレジットカードの利用代金

  - 公共サービス（ごく一部の地区）
    - 住民票、印鑑証明の請求・交付（千葉県市川市など）

  - クリーニング取次ぎ（ファミリーマートやサンクスベイエリアの一部店舗。実験段階）
- 季節限定品
  - おでん（店舗によっては通年）
  - 中華まん（北日本や店舗によっては通年）
  - お中元、お歳暮ギフト商品の取次ぎ
  - 花火（主に4月下旬 - 9月上旬）
  - ボジョレー・ヌーヴォー、クリスマスケーキ、御節料理、恵方巻の予約、販売
  - 年賀状印刷サービス
  - このほか、釣り客向けの漁業権、サーフボードの小物、浮き輪などその地区独自のものや需要の多いものを取り扱っている。

## 各地域におけるコンビニエンスストア

### アジア

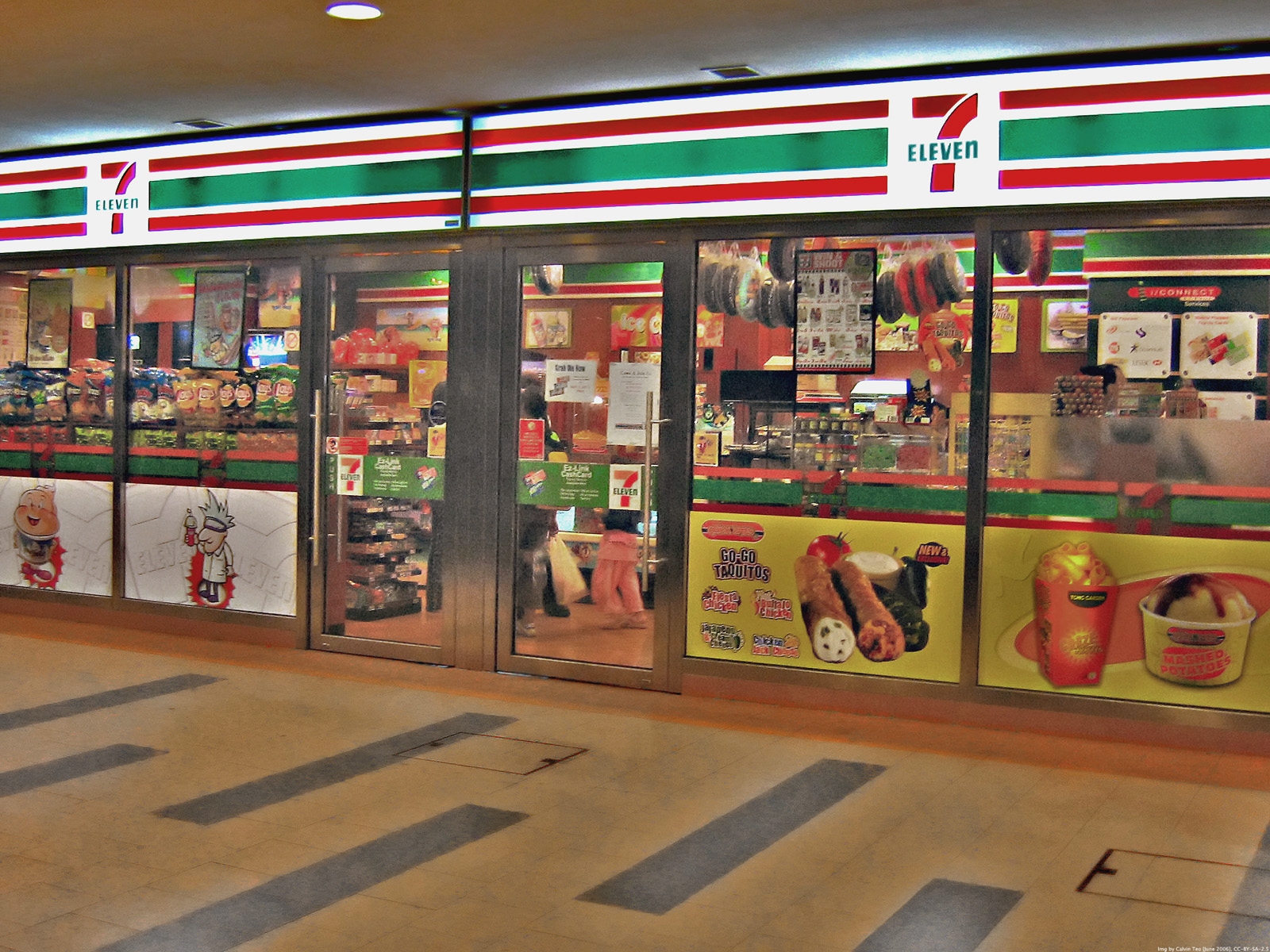
シンガポールのセブン-イレブン

IGDリサーチによれば、アジアの小売市場は2021年まで年平均で+6.3%成長し、その市場規模は、ヨーロッパと北アメリカ各国を合体した規模に相当する4兆8,000億USD（約527兆円）に達し、その中でもコンビニは2017年から4年間の年平均成長率でもっとも高いのはベトナムの+37.4%で、フィリピンの+24.2%、インドネシアの+15.8％が続くと予想している。これら3か国は国内総生産（GDP）の急速な伸びに加え、外国投資を奨励する方向に法規を改正、国民の消費習慣にも変化をきたし、都市化の急速な進行、若年人口の増加、可処分所得の増加などの要因でコンビニ市場が伸びているとIGDアジア太平洋地域の責任者ニック・マイルズは分析している。

#### 台湾
台湾（中華民国）ではコンビニエンスストアの意訳としては、主に政府の統計などで「便利商店」が用いられるが、チェーン店として台湾第1号の統一企業による初期の商号「統一超級商店」の略字である「超商」も定着しているため、セブン以外の同業他社を含めて「去超商（コンビニに行く）」などの用例が多い。
小売業としての歴史は日本よりやや遅く、1970年代末にコンビニがオープンした。2016年3月時点では1万店のコンビニが出店しており、人口比としては世界一の密度だと言われる。たとえば台湾セブン-イレブンは2000年まで2,000店であったが、2006年末までは4,500店となり、年間400店のスピードで出店している。市街地では、1km以内に10店以上のコンビニが並んで競合している。

#### 韓国
韓国では2013年3月末現在で2万4,419店 ものコンビニが存在している。店舗数はCU（旧ファミリーマート系）、GS25、セブン-イレブンの順に多い。

#### 中国
中国ではコンビニは「便利店」と意訳され、まだ新興産業である状況だが、上海だけで10年間で1,000店舗以上が出店し、経営者同士の熾烈なシェア競争が盛んである。
中国チェーン店経営協会によれば、2007年の上位チェーン100社の売上は1兆2,000億元（約18兆円）に達し、店舗数も前年より約17%増加して10万5,000店を超過しており、成長基調を維持している。

#### 東南アジア
東南アジアでもタイ・インドネシアを中心にコンビニが拡大している。インドネシアではIndomaret・AlfaMartなど、数千店舗展開クラスのチェーンが複数存在する。タイでも2012年末時点で約9,500店のコンビニが存在しており、うちセブン-イレブンが6,822店を占める。
マレーシアでは、1,450店を擁するセブン-イレブンがマーケットリーダーである。そのほか、国内にはKKスーパーマーケット、クイック、イージー、Mydinが運営するマイマートが存在する。過去にはCarrefour Expressもマレーシアでコンビニを運営していたが撤退している。
フィリピンでは、Sari-sari storeというコンビニエンスストアのローカル版とも言うべき形態の小売店が発達しており、ほとんどの街道、曲がり角、商業地域やほかの公共の場にも存在する。Sari-sari storeとは別に都市部では国際的なコンビニチェーンがほとんどの街道沿いに存在する。セブン-イレブンが最大手のコンビニチェーンであり、フィリピン・セブン・コーポレーション（PSC）によって経営されている。1984年、ケソンに第1号店がオープンし、ほかにロビンソンズ・コンビニエンスストアズが運営するミニストップ、アヤラ・コーポレーションと大手ショッピングモールを経営するRustansがフランチャイズ展開するファミリーマートが存在する。
ただし、東南アジア諸国の中には、自国の小規模な小売店舗を保護することを目的として、外資（外国資本）によるコンビニ出店に制限を加えている国もある。そこでたとえばインドネシアのように、店舗内に飲食スペースを確保することにより、小売店ではなく外食業で営業許可を取得してビジネス展開を行っている外資系コンビニ店の例もある。

### ヨーロッパ

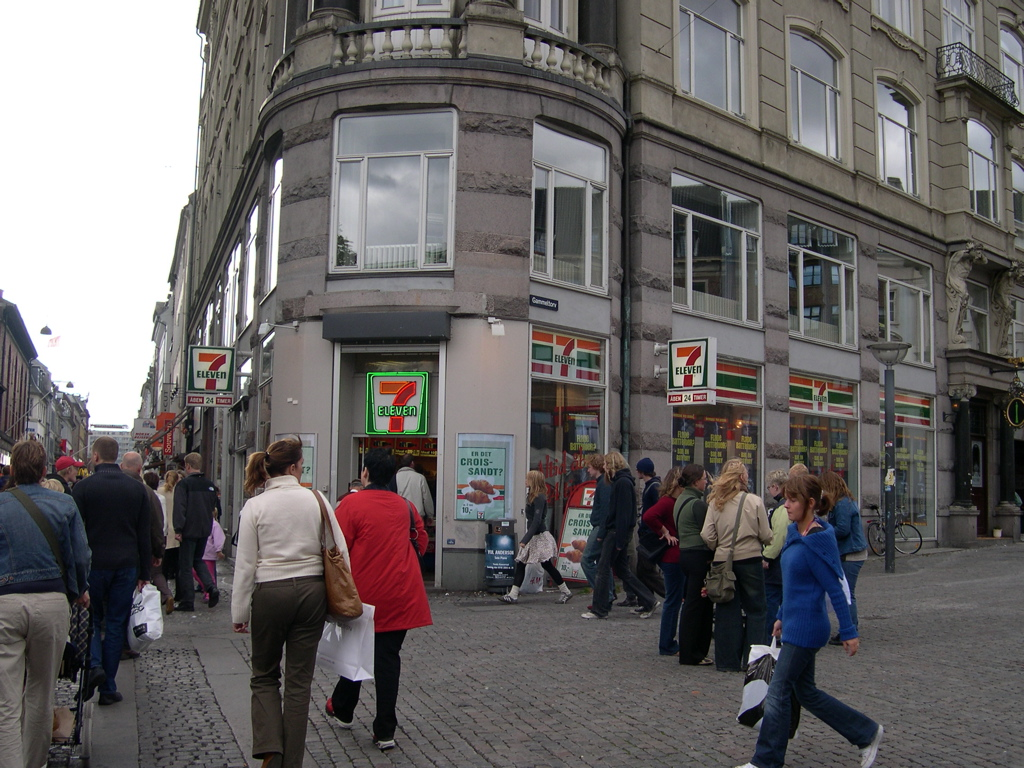
コペンハーゲンのセブン-イレブン

ヨーロッパでは労働者保護の理由から、土日祝祭日・夜間・早朝営業の小売店自体が少なく、日本で言うようなコンビニという業態自体が成立しにくい。
特にドイツでは、法規制の関係で小売店の長時間営業が不可能であるため、早朝や深夜あるいは日曜祝日に営業するのは、ガソリンスタンド併設店などの一部に限られている。しかしながら都市部では、駅や繁華街において、キオスクの延長的なものも散見される。
また、セブン-イレブンがノルウェー・スウェーデン・デンマークに少数ながらある。スウェーデンには「Pressbyrån」という、駅の新聞スタンド発祥のコンビニチェーンも存在する。またスパーは、本部をオランダのアムステルダムに置き、ヨーロッパ各国に展開している。

#### イギリス
イギリスでは「コーナーショップ」(corner shop) と呼ばれる。伝統的に道の角に店があるのがその名の由来である。

### ニュージーランド
ニュージーランドでは「デーリー」(dairy) と呼ばれる小売店が日本のコンビニに相当するとされるが、24時間営業ではない。

## モチーフとした作品

### コンピュータゲーム
- ザ・コンビニシリーズ（1996年 - 2012年） ‐ コンビニの事業活動、経営、店舗運営などを再現したゲーム[97][98]。

## 評論家
- 渡辺広明（TBCグループ商品企画事業部チーフマーチャンダイザー、元コンビニバイヤー）
- 田矢信二（コンビニ研究家、元コンビニSV）

## コンビニエンスストアに関する団体
- 日本フランチャイズチェーン協会（フランチャイザーの業界団体）
- 全国FC加盟店協会（フランチャイジーの業界団体）
- コンビニ加盟店ユニオン（全国のコンビニエンスストア加盟店で組織する労働組合。日本労働組合総連合会に加盟）
- コンビニ関連ユニオン（コンビニエンスストア加盟店で組織する労働組合。全国労働組合交流センター系）